# Relaciones entre la Alemania nazi y el mundo árabe

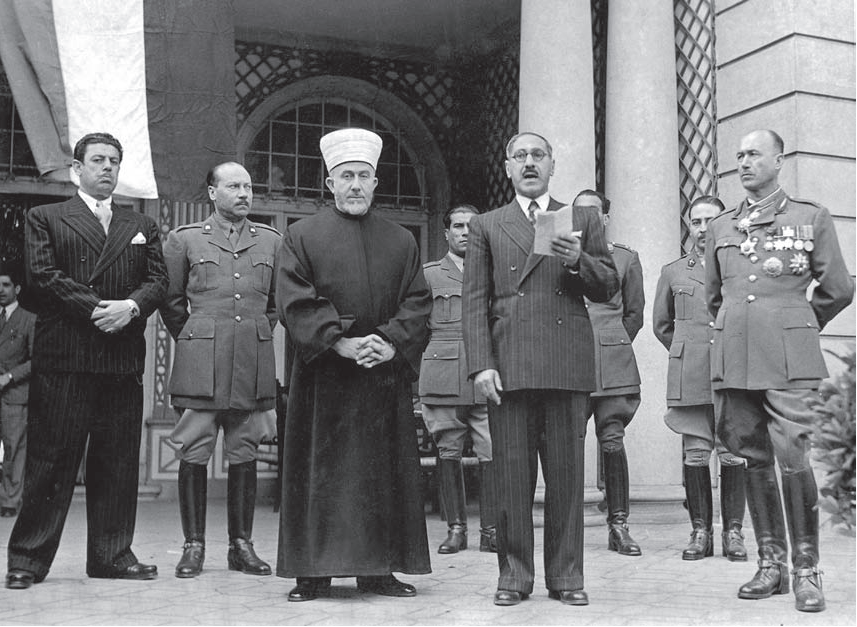
Younis Bahri (a la izquierda), Rashid Ali al-Gaylani (hablando) y Amin al-Husayni (en el centro) en el aniversario del golpe de Estado pro-nazi iraquí de 1941 en Berlín. 1943.

Las relaciones entre la Alemania nazi y el mundo árabe fueron desde la indiferencia y la confrontación hasta la colaboración. La Alemania nazi se sirvió de colaboradores y de propaganda a través del mundo árabe en su búsqueda de alianzas para sus objetivos políticos. Uno de los fundamentos de tales colaboraciones fue el antisemitismo de los nazis, que era compartido por algunos líderes árabes y musulmanes, sobre todo el líder palestino exiliado, el gran muftí de Jerusalén Amin al-Husayni. Otro fundamento fue la hostilidad nazi hacia el Reino Unido y Francia, que tenían colonias en el mundo árabe. Esta hostilidad se utilizó en la propaganda nazi para alegar que la Alemania nazi tenía un interés común anticolonial.
Un ejemplo notable tuvo lugar durante la guerra anglo-iraquí, cuando el golpe de Estado del Cuadrado Dorado (con una camarilla política de cuatro generales liderada por Rashid Ali al-Gaylani) derrocó a la regencia probritánica de 'Abd al-Ilah en Irak e instaló un gobierno pro-Eje que fue rápidamente derrocado por las fuerzas británicas con la ayuda de levas cristianas asirias locales. Se lanzó propaganda árabe alemana para avivar el sentimiento antialiado en la región. En 1941 el ministerio de Exteriores alemán señaló:

El concepto islámico de Guerra Santa no se puede aplicar con la actual distribución de poderes. El arabismo y el islam no son congruentes. Los árabes que debemos tener en cuenta no luchan por objetivos religiosos, sino políticos. Los asuntos del Islam deben abordarse con tacto.

En público y en privado, Adolf Hitler y Heinrich Himmler hicieron declaraciones elogiosas sobre el islam como religión e ideología política, describiéndolo como una forma de religión más disciplinada, militarista, política y práctica que el cristianismo y elogiando las habilidades de Mahoma en política y liderazgo militar. Previamente a al Segunda Guerra Mundial, la diáspora alemana en Oriente Medio estableció pequeñas ramas del Partido Nazi en la región. En junio de 1941 la Directiva del Alto Mando de la Wehrmacht N.º 32 y las "Instrucciones para el Estado Mayor Especial F" designaron al Estado Mayor Especial F como la agencia central de la Wehrmacht para todos los asuntos que afectaban al mundo árabe.
A pesar de los esfuerzos de Amin al-Husayni por conseguir el respaldo alemán para la independencia árabe, Hitler se negó a apoyarlos y comentó que "no quería nada de los árabes". La Alemania nazi se mostró reacia a iniciar disputas con el Imperio italiano o las colonias de la Francia de Vichy.
En la última voluntad y testamento de Adolf Hitler, este se quejó de que las colonias italianas en Libia y África Oriental dañaban la credibilidad de las potencias del Eje como fuerza anticolonial:

Nuestro aliado italiano ha sido una fuente de vergüenza para nosotros en todas partes [...] Si hubiéramos estado solos, podríamos haber emancipado a los países musulmanes dominados por Francia; y eso habría tenido enormes repercusiones en Oriente Medio, dominado por Gran Bretaña, y en Egipto. Pero con nuestra suerte ligada a la de los italianos, la aplicación de esa política no era posible. Todo el islam vibró con la noticia de nuestras victorias [...] ¡Piensen en lo que podríamos haber hecho para ayudarlos, incluso para incitarlos, como hubiera sido a la vez nuestro deber y nuestro propio interés! Pero la presencia de los italianos a nuestro lado nos paralizó; creó un sentimiento de malestar entre nuestros amigos islámicos, que inevitablemente vieron en nosotros cómplices, dispuestos o no, de sus opresores. Porque los italianos en estas partes del mundo son más odiados [...] Los recuerdos de las bárbaras represalias tomadas contra los senusi aún están vivos. [...] Teníamos una gran oportunidad de seguir una política espléndida con respecto al islam. ¡Pero perdimos el autobús, como lo perdimos en varias otras ocasiones, gracias a nuestra lealtad a la alianza italiana! [...] los efectos de nuestra política fueron doblemente desastrosos. Por un lado, habíamos herido, sin ningún beneficio para nosotros, la autoestima de los franceses. Por otra parte, esto por sí solo nos obligaba a mantener la dominación ejercida por los franceses sobre su imperio, por temor a que el contagio se extendiera al norte de África italiano y que este último reclamara también su independencia. Y dado que todos estos territorios están ahora ocupados por los angloamericanos, estoy más que justificado al decir que nuestra política fue un desastre. Además, ¡esta política inútil ha permitido que estos hipócritas, los británicos, se hagan pasar, por así decirlo, por libertadores en Siria, en Cirenaica y en Tripolitania!

## Percepción nazi de los árabes

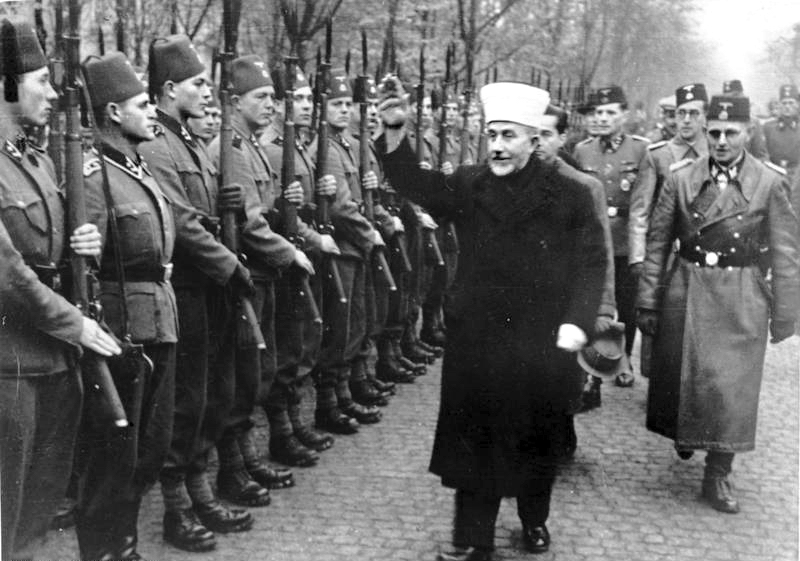
Al-Husayni haciendo el saludo nazi a los voluntarios bosnios musulmanes de las Waffen-SS en noviembre de 1943. En el lado derecho está el general de las SS Karl-Gustav Sauberzweig.

En sus discursos, Hitler supuestamente hizo cálidas referencias al islam, tales como: "Los pueblos del Islam siempre estarán más cerca de nosotros que, por ejemplo, Francia". Se transcribió que Hitler había dicho: "Si Carlos Martel no hubiera vencido en Poitiers [...] entonces con toda probabilidad nos habríamos convertido al mahometismo, ese culto que glorifica el heroísmo y que abre el séptimo cielo solo al guerrero audaz. Entonces las razas germánicas habrían conquistado el mundo".
Hitler habría manifestado esto cuando recibió al enviado especial del gobernante de Arabia Saudita, Abdulaziz bin Saúd, Khalid Al Hud Al Gargani en Berchtesgaden el 17 de junio de 1939. Previamente, durante esta misma reunión, Hitler afirmó que una de las tres razones por las que la Alemania nazi tenía cierto interés en los árabes era:

porque estábamos luchando juntos contra los judíos. Esto lo llevó a discutir Palestina y las condiciones allí, y luego afirmó que él mismo no descansaría hasta que el último judío hubiera abandonado Alemania. Khalid Al Hud observó que el profeta Mahoma [...] había actuado de la misma manera. Había expulsado a los judíos de Arabia.

El académico libanés Gilbert Achcar escribió que a Hitler "no le resultó útil" señalar a sus visitantes árabes en aquella reunión que hasta entonces él había incitado a los judíos alemanes a emigrar a Palestina y que el III Reich había ayudado activamente a organizaciones sionistas a rodear las restricciones británicas a la inmigración judía a este territorio.
Hitler había dicho a sus comandantes militares en 1939, poco antes del comienzo de la Segunda Guerra Mundial: "Seguiremos causando disturbios en Oriente Medio y en Arabia. Pensemos como hombres y veamos en estos pueblos, en el mejor de los casos, medio-simios que están ansiosos por experimentar el azote." La ideología racial oficial nazi consideraba a los árabes racialmente inferiores a los alemanes, un sentimiento que se hizo eco en las declaraciones de desprecio hechas por Hitler y otros líderes nazis. Refiriéndose al mundo árabe, Hitler escribió en el Mein Kampf: "Como hombre völkisch, que valora el valor de los hombres sobre una base racial, el mero conocimiento de la inferioridad racial de estas llamadas 'naciones oprimidas' me impide vincular el destino de mi propio pueblo con el de ellos".
A pesar de la teoría racial nazi, que denigraba a los árabes como racialmente inferiores, los árabes que ayudaron al III Reich luchando contra los aliados fueron tratados con dignidad y respeto. El gran muftí de Jerusalén, Amin al-Husayni, por ejemplo, "recibió el estatus de ario honorario" por parte de los nazis por su estrecha colaboración con Hitler y el III Reich. Hitler se reunió con al-Husseini en la Cancillería del Reich el 28 de noviembre de noviembre de 1941, tras lo cual dijo:

Con su cabello rubio y sus ojos azules, da la impresión, a pesar de su cara de musaraña, de un hombre cuyos antepasados probablemente fueron arios, y que quizás desciende de la mejor sangre romana [...] En pura inteligencia, casi se acerca a los japoneses.

Goebbles escribió en su diario sobre al-Husayni lo siguiente:

El Führer tiene la misma impresión que yo del gran muftí de Jerusalén. Lo considera un descendiente de los cruzados, y también lo parece [...]] Este gran muftí me causa muy buena impresión. Casi se podría creer que se trata de su apariencia completamente nórdica.

## Persecución nazi de los árabes
Si bien los árabes eran una población pequeña en Europa en ese momento, no estaban libres de la persecución nazi. El acoso nazi a los árabes comenzó ya en 1932, cuando miembros de la Asociación de Estudiantes Egipcios en Graz, Austria, informaron al consulado egipcio en Viena que algunos nazis habían agredido a algunos de sus miembros, arrojándoles jarras de cerveza y sillones, hiriéndolos y que "curiosamente" la policía no arrestó a los perpetradores, sino a los egipcios. Los atacantes nazis fueron posteriormente absueltos; uno de sus oficiales escribió a lápiz la palabra "Jude" [judío] después de los nombres de tres de los egipcios atacados. En febrero de 1934, la embajada de Egipto en Berlín denunció ante el Ministerio del Interior del Reich que un estudiante había sido atacado e insultado en un salón de baile de Tubinga. El autor se quejó de que no le permitían bailar con un "alemán" porque era "negro" y de "raza inferior" y le dio un puñetazo. El atacante no fue castigado. Al inicio de la guerra, los egipcios que vivían en Alemania fueron internados en respuesta al internamiento de alemanes en Egipto.

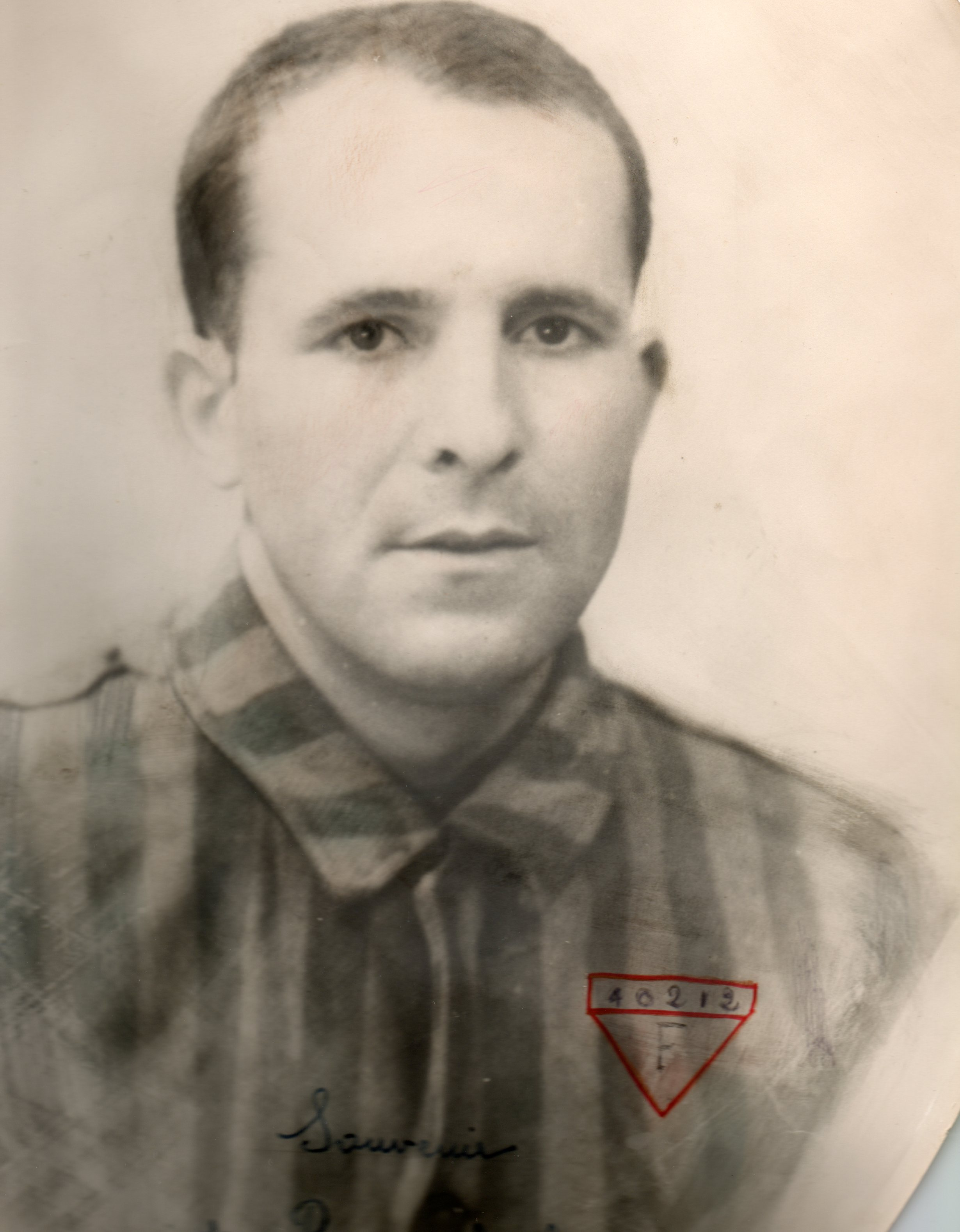
Djaafar Khemdoudi con su ropa de prisionero en el campo de concentración de Neuengamme.

Mohammed Helmy fue uno de esos egipcios internados. Se trataba de un médico al que despidieron de su hospital y le prohibieron ejercer la medicina por ser "hamita", un antiguo término que se refiere a los negros. También se le prohibió casarse con su prometida alemana debido a su raza. El gobierno egipcio pudo conseguir su liberación debido a su mala salud. A pesar de ser el objetivo del régimen, ayudó a trabajadores extranjeros y alemanes a evitar el servicio militar obligatorio y escondió a una paciente judía, Anna Boros, durante la guerra. Obtuvo documentos para proteger a Boros, incluido un certificado de su conversión al islam y un certificado de matrimonio. Helmy también ayudó a la familia de Boros a encontrar escondites para ellos. Más tarde se convirtió en el primer árabe Justo entre las Naciones.

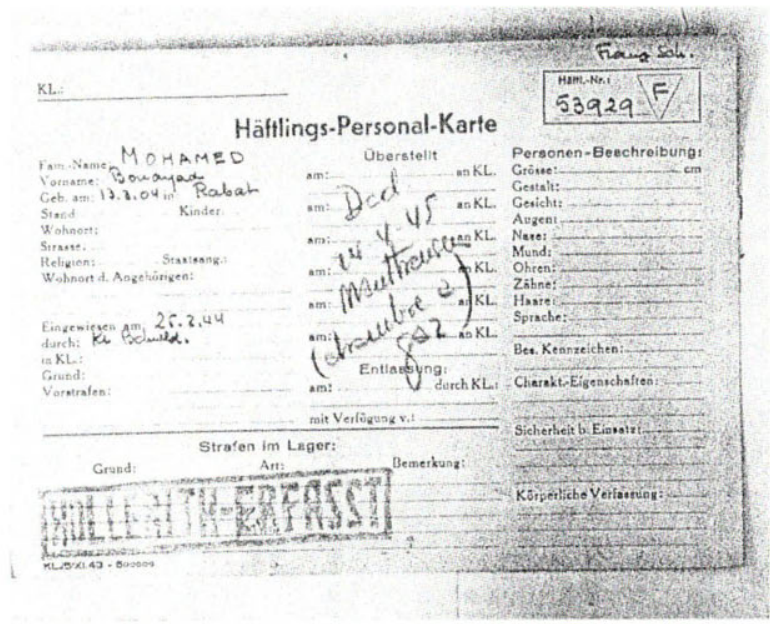
Certificado de defunción de Mohamed Bouayad, un marroquí asesinado en una cámara de gas de Mauthausen en abril de 1945.

Hans Hauck nació en Frankfurt en 1920. Como su padre era argelino, fue perseguido por ser mitad árabe. A los 17 años fue citado por la Gestapo y fue esterilizado.
Los árabes colaboradores de los nazis, el palestino Amin al-Husayni y el iraquí Rashid Ali al-Gailani, sabían que había árabes internados y no hicieron nada por liberarlos. Al-Husayni se negó a intervenir cuando un palestino llamado Boutros S. fue arrestado por "expresiones políticas" y enviado a un campo de trabajo cerca de Berlín. En diciembre de 1943, un estudiante iraquí, Sayd Daud Y, fue arrestado por ayudar a la deserción de su futuro cuñado, que fue granadero de la Wehrmacht. Daud estaba comprometido con la hermana del soldado y tenía un hijo con ella, pero "por consideraciones raciales" no se le permitió casarse con ella. Su hermano intentó ayudarlo apelando a al-Kailānī y al gran muftí para que intervinieran, aunque ellos se negaron a ayudarlo. Fue llevado al campo de concentración de Dachau en abril de 1945.
Los árabes que participaron en la resistencia fueron los más duramente perseguidos, como los miembros árabes del grupo comunista francés Bataillons De La Jeunesse. El libanés Antoine Hajje fue asesinado por los nazis por participar en la resistencia comunista. En su última carta escribió:

Acabo de llegar del campo Royallieu con nuestros compañeros Pitard y Rolnikas, a la sección alemana de la Prisión Sanitaria. Un oficial nos informó que por orden de autoridad superior seremos fusilados esta mañana como rehenes. Protestamos, pero fue en vano. Vamos a la muerte satisfechos de haber cumplido, en todas las circunstancias, con nuestro deber, con todo nuestro deber. Nos golpea el destino y, lamentablemente, el destino es injusto. Morimos prematuramente, pero es por Francia. Estamos orgullosos de ello. Al dirigiros esta palabra me despido de una profesión que amaba; habré sido, hasta el final, defensor de la dignidad humana y de la verdad.

También fueron asesinados Essaid Haddad, Mohamed Thami-Lakhdar y Mohamed Sliman, todos ellos miembros activos de la resistencia. Mohamed Lattab, un argelino, fue internado en Compiègne y posteriormente fue enviado a Auschwitz el 6 de julio de 1942 con el número de prisionero 45730, siendo asesinado en 1943. Los trabajadores forzados marroquíes Abdallah ben Ahmed y Salem Ammamouche fueron convictos por falsificación y tráfico de cupones de alimentos. El primero murió de tuberculosis en la cárcel de Brandeburgo en marzo de 1944 y el segundo fue ejectuado en Berlin-Plötzensee a mediados de abril de 1945. Djaafar Khemdoudi fue sentenciado e internado en el campo de concentración de Neuengamme por salvar a judíos en Lyon, con la ayuda de Bel Hadj El Maafi.
Mohamed Sliman era argelino y trabajaba como enfermero en París. Era padre de cinco hijos y pertenecía al grupo de resistencia "Diot" de la "Organización Especial". Tras el inicio de la guerra, como muchos otros árabes, participó en la resistencia armada contra el dominio nazi. Fue detenido y fusilado en la prisión de La Santé el 1 de agosto de 1942.
En total, el historiador Gerhard Höpp ha confirmado la existencia de 450 prisioneros árabes en campos de concentración nazis, entre ellos Auschwitz (34), Bergen-Belsen (21), Buchenwald (148), Dachau (84), Flossenbürg (39), Gross-Rosen (12), Hinzert (3), Mauthausen (62), Mittelbau-Dora (39), Natzweiler (37), Neuengamme (110, 73 en los campos satélites de Alderney), Ravensbrück (25), Sachsenhausen (42) y otros. La mayoría de los internos eran argelinos que vivían en Francia y eran usados para trabajo esclavo. Uno de cada cinco árabes no sobrevivió a los campos. El marroquí Mohamed Bouayad fue gaseado en Mauthausen solo 11 días antes de la liberación del campo.
Un ex-prisionero de guerra polaco recordó:

Rara vez ocurría que un polaco o un francés fueran golpeados; los marroquíes fueron tratados peor y los judíos los que peor.

Josef R., ex-prisionero de Sachsenhausen, testificó en 1966 sobre un "árabe que no hablaba nada de alemán" llamado "Ali":

Era un invierno frío y 'Ali' tuvo que permanecer de pie durante horas al aire libre, donde le arrojaron agua fría y le dieron puñetazos y patadas. 'Ali' tenía unos 45 años en ese momento y seguramente era más de lo que podía soportar. Pero no sé qué hombre de las SS le hizo eso a 'Ali' en ese momento.

Hubo árabes árabes envueltos en la resistencia de Buchenwald. Los argelinos Kermiche Areski y Messaoud ben Hamiche pertenecían a la "Brigade française d'Action liberatrice" que se formó en el campo en junio de 1944. El 11 de abril de 1945 la brigada participó en la revuelta armada de prisioneros que permitió transferir el campo a las tropas americanas.

### Conexión entre el genocidio libio y el Holocausto
Existen amplias conexiones directas entre el genocidio libio y el Holocausto. Las publicaciones en árabe patrocinadas por Italia, en particular "Libya al-Musawara", y las películas del período colonial indican numerosas visitas a Libia de funcionarios de la Alemania nazi. El historiador Ali Abdullatif Ahmida afirmó que la violencia extrema llevada a cabo contra los libios por los fascistas italianos sirvió de modelo para las atrocidades que los alemanes nazis cometieron posteriormente en Europa.
En abril de 1939, el mariscal de campo alemán nazi Hermann Göring realizó una visita oficial a Trípoli, donde mantuvo conversaciones con el gobernador general colonial italiano de Libia, Italo Balbo. Al presenciar la limpieza de los indígenas y el asentamiento de 20.000 campesinos italianos, calificó el proceso de "exitoso", un tema clave para los líderes nazis que tenían un plan para asentar a 15 millones de alemanes en Europa del Este.
También en 1939, Heinrich Himmler, el jefe de las SS y responsable de los campos nazis, también hizo una visita oficial a Libia para presenciar los resultados de los métodos italianos. Se le atribuye haber concebido la idea de la Solución Final.
El historiador Patrick Bernhard señala que el comisariado nazi organizó programas especiales para visitar la colonia libia. En 1937 y 1938 visitaron Trípoli altos líderes nazis como Robert Ley, Rudolf Hess, el jefe de las SS Heinrich Himmler y el mariscal Hermann Göring. Esto llevó a la firma de un acuerdo para capacitar a 150 oficiales de las SS en la Escuela Colonial Italiana en Tívoli o Roma en 1937. Además, los funcionarios estatales alemanes comenzaron un programa activo de trabajo de campo, examinando la experiencia colonial italiana, contactando a funcionarios italianos y realizando visitas de trabajo de campo a Italia y la colonia de Libia entre 1938 y 1941, con numerosos libros y artículos de prensa alemanes publicados durante este tiempo.

## Apoyo a los movimientos árabes antes de la Segunda Guerra Mundial
La extensión del apoyo de la Alemania nazi a los movimientos árabes anterior a la Segunda Guerra Mundial no está clara. Heinrich Wolff, cónsul general alemán en Jerusalén, rechazó un trato en 1934 con el jordano Abd Allah ibn Husayn para buscar la cooperación con las cuestiones árabes. El ministerio de Exteriores alemán rechazó organizar una reunión con el nacionalista sirio Shakib Arslan y Hitler concluyó que "Alemania no puede apoyar a los árabes con dinero o con armas". En 1935 el embajador alemán en Irak, Fritz Grobba, se reunió con un comité panarabista en Bagdad para emprender una cooperación más cercana. Aunque Grobba les deseó a los árabes verbalmente sus mejores deseos rechazó darles cualquier apoyo material en aquel entonces. Posteriormente, envió un telegrama a Berlín en el que decía:

Evitar cualquier conexión con dicho grupo o sus representantes. No queremos tener nada que ver con estos esfuerzos. El intercambio de información está fuera de discusión

El consulado alemán en Beirut, casi al mismo tiempo, tenía una política similar con respecto a las hostilidades entre los colonos franceses y los árabes de la región, señalando lo siguiente:

Debemos hacer todo lo posible para evitar cualquier cosa que pueda interpretarse como una ventaja de la situación al intentar hacer causa común con los nacionalistas panislámicos.

Poco después del estallido de la revuelta palestina, en diciembre de 1936, Alemania fue abordada por el comandante rebelde Fawzi al-Qawuqji  y en enero de 1937 por representantes del Alto Comité Árabe. Los dos pidieron dinero y armas en vano. En julio al-Husayni se acercó a Heinrich Doehle, nuevo cónsul general de Jerusalén, para pedir apoyo en la "batalla contra los judíos". Doehle apreció que la vacilación de Alemania a la hora de apoyar a los rebeldes había hecho que el sentimiento pro-alemán entre los árabes palestinos flaqueara. Se puede fechar una financiación alemana limitada para la revuelta alrededor del verano de 1938 y quizás fue para distraer a los británicos de la ocupación de Checoslovaquia. La Abwehr dio dinero a al-Husayni y otras sumas fueron canalizadas a través de Arabia Saudita.

## Propaganda nazi para el mundo árabe
Durante la Segunda Guerra Mundial, la Alemania nazi lanzó una masiva campaña de propaganda para el mundo árabe. La alemana Radio Berlín y la italiana Radio Bari emitieron mensajes derrotistas para la región con la esperanza de desencadenar una revuelta árabe. La Alemania nazi, a través de su propagandista Wolfgang Diewerge, intentó difundir el antisemitismo en Egipto ya en la década de 1930, para "contrarrestar la influencia judía". El propósito era presionar al gobierno egipcio para que reprimiera las actividades locales judías antinazis. La llamada "influencia judía" era, según un abogado alemán, tan fuerte que:

Los periódicos simplemente no están dispuestos a publicar ningún artículo que pueda ser de alguna manera ofensivo para los judíos. Siempre hay que tener en cuenta que la influencia judía es mucho mayor que la influencia alemana, y que aquí mucho más que en cualquier otro lugar donde decide sólo el interés material. [...] El nivel educativo de las grandes masas no es lo suficientemente avanzado como para que comprendan la teoría racial. Aquí todavía no se ha despertado la conciencia del peligro judío.

El Cairo Ortsgruppe concluyó:

Uno tiene que comenzar con la cuestión donde existen verdaderos conflictos de intereses entre árabes y judíos: Palestina. El antagonismo entre árabes y judíos que existe allí debe trasplantarse a Egipto.

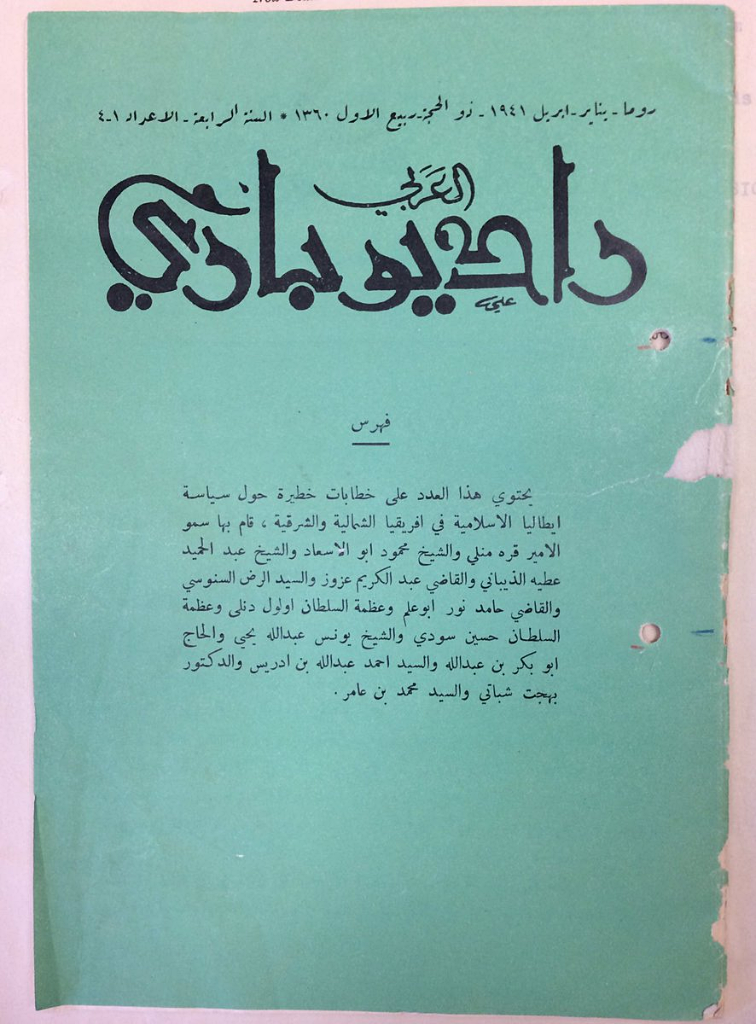
Radio Araba di Bari, una revista suplemento de enero-abril de 1941 editada por Radio Bari con sus mensajes en árabe.

Una transmisión a Egipto durante la guerra decía lo siguiente:

Frente a este procedimiento bárbaro por parte de los británicos, creemos que lo mejor, si se quiere salvar la vida de la nación egipcia, es que los egipcios se levanten como un solo hombre para matar a los judíos antes de que tengan la oportunidad de traicionar al pueblo egipcio. Es deber de los egipcios aniquilar a los judíos y destruir sus propiedades. Egipto nunca podrá olvidar que son los judíos quienes están llevando a cabo la política imperialista británica en los países árabes y que ellos son la fuente de todos los desastres que han azotado a los países del Este. Los judíos pretenden extender su dominio a todos los países árabes, pero su futuro depende de una victoria británica. Por eso están tratando de salvar a Gran Bretaña de su destino y por eso Gran Bretaña los está armando para matar a los árabes y salvar al Imperio Británico.

Debéis matar a los judíos antes de que abran fuego contra vosotros. Matad a los judíos que se han apropiado de vuestras riquezas y que están conspirando contra vuestra seguridad. Árabes de Siria, Irak y Palestina, ¿a qué están esperando? Los judíos planean violar a vuestras mujeres, matar a vuestros hijos y destruiros a vosotros. Según la religión musulmana, la defensa de la vida es un deber que sólo puede cumplirse aniquilando a los judíos. Esta es vuestra mejor oportunidad para deshaceros de esta raza sucia, que ha usurpado vuestros derechos y ha traído desgracias y destrucción a vuestros países. Matad a los judíos, quemad sus propiedades, destruid sus almacenes, aniquilad a estos básicos partidarios del imperialismo británico. Vuestra única esperanza de salvación reside en aniquilar a los judíos antes de que ellos os aniquilen a vosotros.

Se ha cuestionado el impacto de estas transmisiones, específicamente si causaron o fueron de alguna manera responsables de un aumento del odio antisemita radical en la posguerra. El historiador Joel Beinin cuestiona las conclusiones de Jeffery Herf (autor del libro Propaganda nazi en el mundo árabe) afirmando que había pocas radios en el mundo árabe, la mayoría propiedad de judíos o tropas aliadas. Por ejemplo, Herf sostiene que Sayyid Qutb, un islamista a quien comúnmente se atribuye ser una inspiración para el islam radical, podría haberse radicalizado al escuchar la propaganda nazi durante este tiempo en Egipto durante la guerra. Beinin no está de acuerdo, argumentando que la evidencia del antisemitismo y el creciente radicalismo de Qutb no existe hasta, como muy pronto, 1948, con el comienzo del conflicto árabe-israelí; por lo tanto, la sugerencia de Herf de un Qutb inspirado en los nazis es simplemente una conjetura.
En 1943 se realizó una encuesta radiofónica entre los oyentes palestinos. De los 1.516 oyentes entrevistados, sólo el 13% sintonizaba la emisora de Berlín (el 8 por ciento escuchaba sólo una vez al mes, el 4 por ciento diariamente, el 1 por ciento escuchaba dos veces al día, ninguno escuchaba tres veces), y la mayoría prefería El Cairo (98%), Jerusalén (98%), Londres (87%), Sharq al-Adna (93%), Beirut (66%) y Ankara (32%). La emisora de Berlín también recibió la peor calificación de credibilidad de todas las emisoras; los entrevistadores explicaron que solo sintonizaban para escuchar los programas musicales. En 1943, el Ministerio de Exteriores británico informó que la propaganda del Eje en Egipto había tenido "en general, sorprendentemente poco efecto". Un funcionario británico, durante su visita a Egipto, concluyó que la mayoría de los egipcios disfrutaban escuchando las estaciones egipcias locales y que "las transmisiones alemanas se apagan inmediatamente por considerarlas basura ofensiva".

## Percepción del nazismo en el mundo árabe

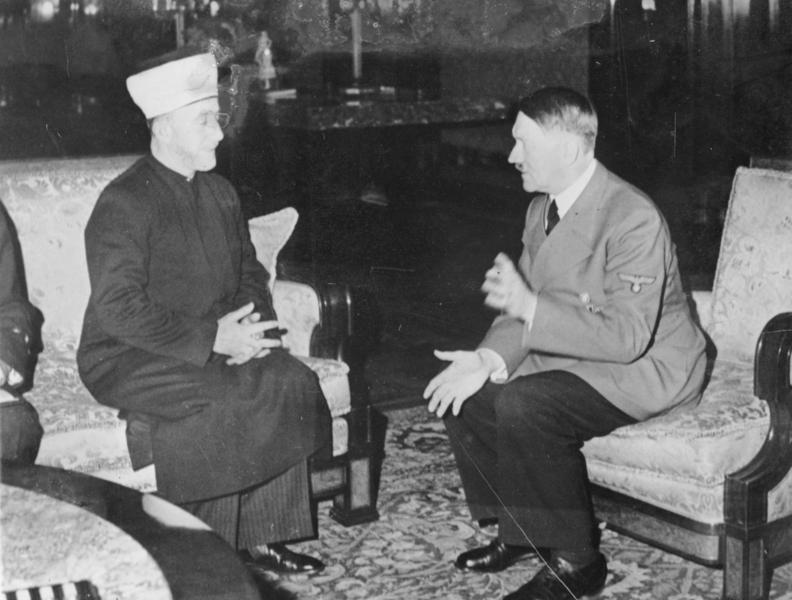
Amin al-Husseini y Adolf Hitler el 28 de noviembre de 1941.

Algunos creían que los alemanes les ayudarían a independizarse del dominio francés y británico. Después de la derrota de Francia ante la Alemania nazi en 1940 algunos árabes coreaban públicamente contra los franceses y los británicos en las calles de Damasco: "No más Monsieur, no más Mister, Alá en el cielo y Hitler en la tierra". En las tiendas de ciudades de Siria se colocaban frecuentemente carteles que decían en árabe "En el Cielo Dios es tu gobernante, en la Tierra Hitler".
Los dos políticos árabes que colaboraron más activamente con los nazis fueron el gran muftí de Jerusalén Amin al-Husayni y el primer ministro iraquí Rashid Ali al-Gaylani.
Los británicos mandaron a Amin al-Husayni al exilio por su papel en la revuelta palestina de 1936-1939. El ex-muftí tenía agentes en Reino de Irak, en el mandato francés de Siria y en el mandato británico de Palestina. En 1941 al-Husayni apoyó el golpe de Estado del Cuadrado Dorado, liderado por Rashid Ali al-Gaylani.
Después de que el régimen iraquí del Cuadrado Dorado fuera derrotado por las fuerzas británicas y las levas asirias, Rashid Ali, al-Husayni y otros veteranos iraquíes pronazis se refugiaron en Europa, donde apoyaron los intereses del Eje. Tuvieron particularmente éxito en reclutar a varias decenas de miles de musulmanes como miembros de las unidades alemanas Schutzstaffel (SS) y como propagandistas para el mundo de habla árabe. La gama de actividades colaborativas fue amplia. Por ejemplo, Anwar Sadat, que más tarde se convirtió en presidente de Egipto, cooperó voluntariamente en el espionaje de la Alemania nazi, según sus propias memorias.
Adolf Hitler se reunió con al-Husayni el 28 de noviembre de 1941. Las notas oficiales alemanas de esa reunión contienen numerosas referencias a la lucha contra los judíos tanto dentro como fuera de Europa. Los siguientes extractos de esa reunión son declaraciones de Hitler a al-Husayni:

Alemania defendía una guerra sin concesiones contra los judíos. Naturalmente, eso incluía una oposición activa al hogar nacional judío en Palestina, que no era más que un centro, en forma de Estado, para el ejercicio de la influencia destructiva de los intereses judíos. [...] Ésta fue la lucha decisiva; en el plano político, se presentó principalmente como un conflicto entre Alemania e Inglaterra, pero ideológicamente fue una batalla entre el nacionalsocialismo y los judíos. No hace falta decir que Alemania proporcionaría ayuda positiva y práctica a los árabes involucrados en la misma lucha, porque las promesas platónicas serían inútiles en una guerra por la supervivencia o la destrucción en la que los judíos pudieron movilizar todo el poder de Inglaterra para sus fines. [...] el Führer por sí solo le daría al mundo árabe la seguridad de que habría llegado su hora de liberación. El objetivo de Alemania sería entonces únicamente la destrucción del elemento judío que reside en la esfera árabe bajo la protección del poder británico. En ese momento el muftí sería el portavoz más autorizado del mundo árabe. Su tarea sería entonces poner en marcha las operaciones árabes que habría preparado en secreto. Cuando llegue ese momento, Alemania también podría mostrarse indiferente a la reacción francesa ante tal declaración.

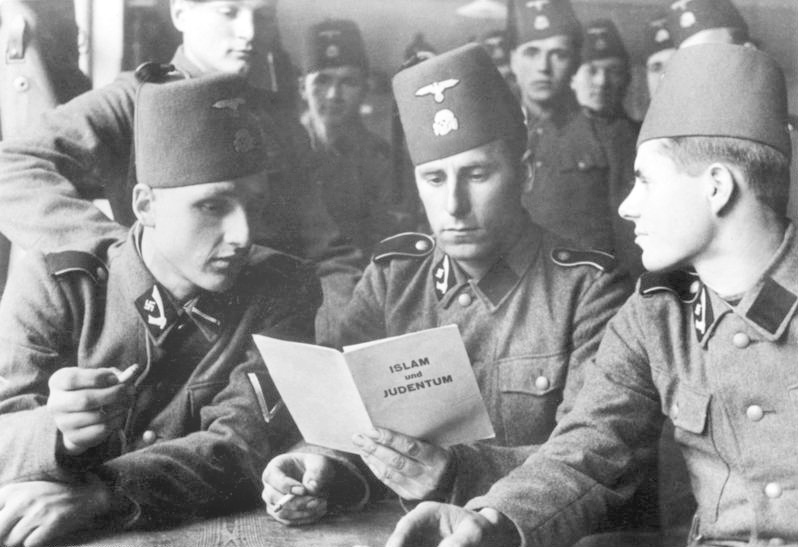
Soldados bosnios musulmanes de la 13.ª División de Montaña SS Handschar con un folleto sobre islam y judaísmo en 1943.

Al-Husayni contribuyó a los servicios de propaganda del Eje y también al reclutamiento de musulmanes árabes y musulmanes no árabes como soldados para las fuerzas nazis, incluyendo tres divisiones de las SS de bosnios musulmanes. Estuvo involucrado en la planificación de "operaciones de guerra dirigidas contra Palestina e Irak, incluido el lanzamiento en paracaídas de alemanes y agentes árabes para fomentar ataques contra los judíos en Palestina". Intervino y protestó ante las autoridades gubernamentales para evitar que los judíos emigraran a la Palestina del mandato británico. Hay evidencias que sugieren que estuvo al corriente de la Solución Final nazi. Cuando terminó la guerra, dijo que nunca supo de los campos de exterminio ni del plan nazi para llevar a cabo un genocidio de los judíos europeos. También dijo que la evidencia contra él había sido elaborada por sus enemigos judíos. Incluso negó una evidencia que probaba que había conocido a Adolf Eichmann. Al Husayni sigue siendo una figura controvertida y es vilipendiado u honrado según cada facción árabe en el mundo árabe actual.
Investigadores como Jeffrey Herf, Meir Zamir y Hans Goldenbaum coinciden en la importancia del esfuerzo propagandístico alemán en Oriente Medio y el norte de África. Las últimas investigaciones sobre las emisiones de radio masivas e influyentes pudieron demostrar "que los textos fueron proporcionados por personal alemán y no, como a veces se cree, por los lectores de las emisiones en árabe [...]". Goldenbaum escribió "que el hombre que durante mucho tiempo fue considerado el musulmán más importante del Reich, Mohammed Amin al-Husayni, el muftí de Jerusalén, no desempeñó ningún papel particularmente importante en este caso. A pesar de que sus discursos en árabe fueron transmitidos por Radio Berlín y siempre fue presentado como un modelo a seguir, al-Husayni no tuvo ninguna influencia en el contenido transmitido". Goldenbaum concluyó que "los árabes en general no parecían ser socios con iguales derechos, sino destinatarios secundarios de la propaganda y las órdenes. La cooperación nunca fue más allá de la destacada batalla común contra el colonialismo."

### Kurdistán
Las opiniones sobre la Alemania nazi diferían entre los kurdos. Algunos vieron a la Alemania nazi como un aliado que podría ayudar a establecer un Kurdistán independiente debido a las hostilidades de la Alemania nazi contra las fuerzas británicas y francesas en el Medio Oriente, mientras que otros lucharon junto a las fuerzas aliadas tanto dentro del teatro de la Segunda Guerra Mundial en Oriente Medio como en Europa, en particular con los británicos y las fuerzas soviéticas en una variedad de roles militares.

### Argelia

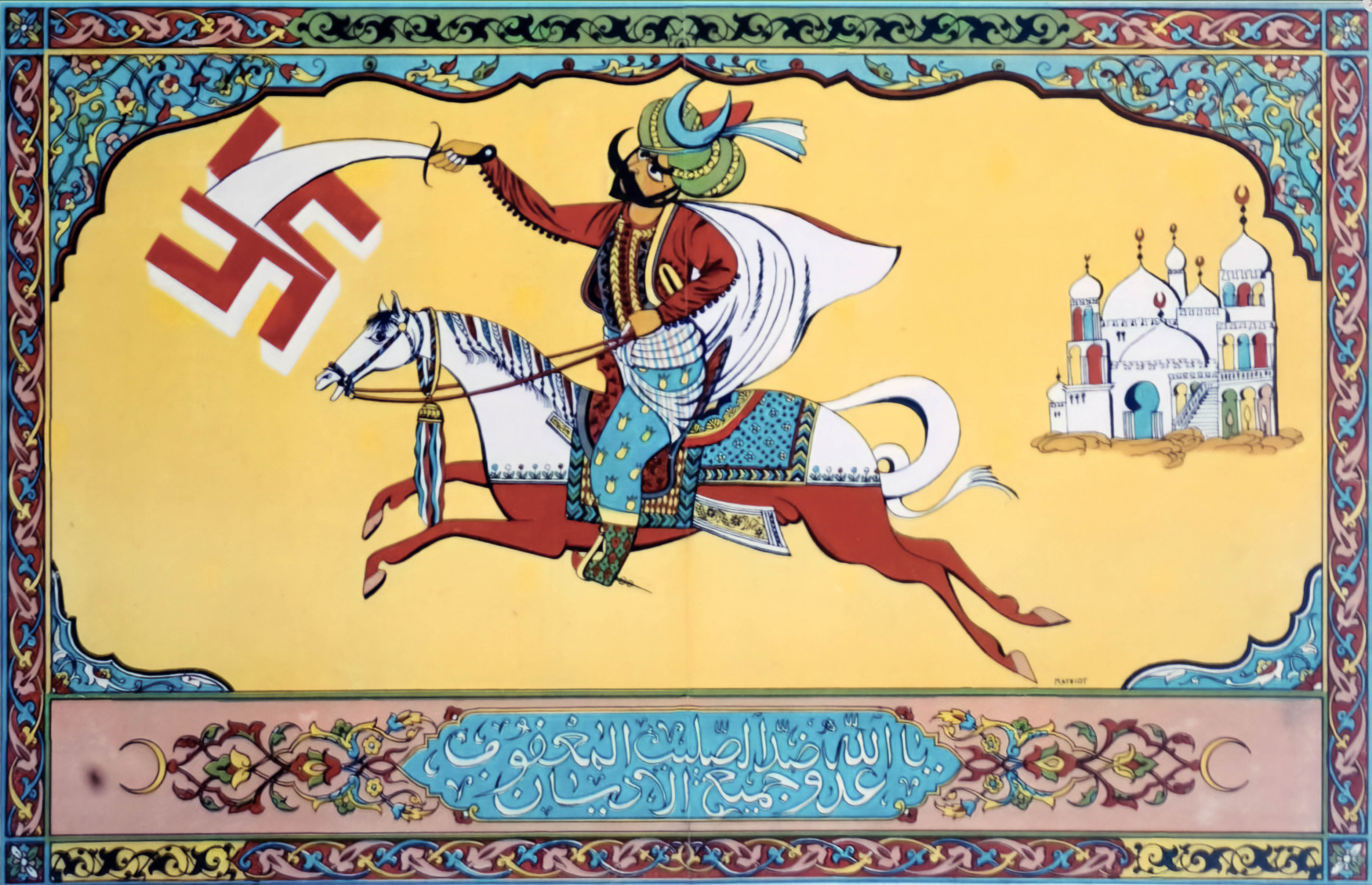
Este cartel fue impreso por la publicación argelina an-Nasr (Triunfo) en junio de 1943. Muestra a Saladino matando el nazismo. El texto dice "Por Dios, contra la esvástica, el enemigo de todas las religiones".

El colonialismo francés en el norte de Argelia comenzó en la década de 1830 y se solidificó en la década de 1870. Argelia estaba integrada en Francia desde 1848, pero a pocos argelinos se les había concedido la ciudadanía francesa. Los judíos argelinos eran oficialmente ciudadanos franceses desde el Decreto Crémieux de 1870. En Marruecos y Túnez, que eran protectorados de Francia, los judíos eran considerados súbditos del sultán y del bey. El antisemitismo en Francia fue un movimiento creciente entre las élites políticas francesas. Uno de los peores casos ocurrió en 1870, durante el Caso Dreyfus, cuando Alfred Dreyfus, un capitán de ascendencia judía, fue declarado culpable de traición con documentos falsificados. Según el historiador Bernard Lewis, los musulmanes generalmente se pusieron del lado de Dreyfus. El antisemitismo, que había existido en el mundo musulmán mucho antes, se vio influenciado de muchas maneras debido a la importación del antisemitismo francés.
Fue durante esta época, en la década de 1920, cuando Bernard Lecache fundó la Liga Internacional Contra el Antisemitismo (LICA). Algunos reformadores musulmanes estuvieron de acuerdo con Lecache, entre ellos Abdelhamid Ben Badis, Mohammed Salah Bendjelloul y Sheikh Tayeb El-Okbi. Lecache creía en la reconciliación árabe-judía contra las crecientes tensiones entre comunidades. El-Okbi diría más tarde que "LICA es la verdadera encarnación del espíritu islámico. El Corán dice que los humanos nacen hermanos y que el islam no hace diferencia entre razas. Los verdaderos musulmanes no menosprecian otras razas. Están en contra del odio a las personas, la injusticia y la desigualdad". Algunos de estos intelectuales musulmanes fueron criticados por aliarse con líderes judíos y pedir la colaboración entre musulmanes y judíos.
En 1939, Abder-Rahmane Fitrawe publicó Le racisme et l'Islam ("El racismo y el islam"), que buscaba ilustrar la amenaza del nazismo y el fascismo argumentando que iban en contra de las enseñanzas del islam. El folleto constaba de ilustraciones para alertar a la comunidad musulmana sobre el nazismo y el fascismo, con extractos de Mein Kampf tanto en árabe como en francés. En el prefacio del libro, escribió:

Un musulmán no puede aceptar esta doctrina tan contraria a las enseñanzas de su religión; no puede expresar su simpatía por el Tercer Reich que proclama oficialmente: el derecho es lo que beneficia al pueblo alemán. Hitler y Mussolini son los dos morabitos de una doctrina idéntica y las ilustraciones que siguen mostrarán las terribles consecuencias que una victoria del racismo alemán o italiano tendría para el mundo del islam. Al defender sus derechos en África, Francia defiende a sus súbditos; ella no quiere que se conviertan en esclavos del racismo.

El 20 de enero de 1942, 15 altos funcionarios del Partido Nazi y del gobierno alemán se reunieron en una villa en Wannsee, un suburbio de Berlín, para coordinar la ejecución de la "Solución Final" (Endlösung) de la "Cuestión Judía". En esta Conferencia de Wannsee, Reinhard Heydrich, segundo de Heinrich Himmler y jefe de la Reichssicherheitshauptamt (Oficina Principal de Seguridad del Reich, o RSHA), señaló el número de judíos que debían ser eliminados en cada territorio. En la notación de Francia hay dos entradas, 165.000 para la Francia ocupada y 700.000 para la zona no ocupada, que incluía las posesiones francesas en el norte de África, es decir, Marruecos, Argelia y Túnez. Las SS habían creado una unidad especial de 22 personas en 1942 "para matar judíos en el norte de África". Estaba dirigida por el funcionario de las SS Walter Rauff, quien ayudó a desarrollar los vehículos móviles de gas que los alemanes utilizaron para asesinar a prisioneros rusos y judíos en Rusia y Polonia. Se estableció una red de campos de trabajo en Túnez, Argelia y Marruecos. En 1941, algunos judíos se unieron a movimientos rebeldes clandestinos antinazis. Muchos de estos judíos fueron atrapados y enviados a campos de trabajo o ejecutados. Los supervivientes judíos argelinos fueron los últimos en recibir una indemnización de Alemania por el Holocausto.
Después de la caída de Francia, el régimen francés de Vichy abolió el Decreto Crémieux, un decreto que concedía a los judíos argelinos la ciudadanía francesa pero no concedía a los musulmanes argelinos la ciudadanía francesa. La abolición del Decreto Crémieux sirvió de base legal para las leyes antisemitas que hizo cumplir el régimen. Los fascistas franceses pensaron que aboliendo este decreto aumentarían su popularidad entre los nacionalistas musulmanes en Argelia, lo cual no ocurrió. El nacionalista argelino Ferhat Abbas respondió: "Su racismo [francés] corre en todas direcciones, hoy contra los judíos y siempre contra los árabes". Messali Hadj, fundador del Partido Popular de Argelia, escribió: "[Esto] no puede considerarse un progreso para el pueblo argelino: reducir los derechos de los judíos no aumentó los derechos de los musulmanes". Mientras Hadj estaba encarcelado, rechazó un acuerdo para su liberación si escribía una declaración en apoyo del colaborador fascista francés mariscal Pétain. Como resultado, fue sentenciado a 16 años de trabajos forzados, se le prohibió visitar Francia durante veinte años y todas sus propiedades fueron confiscadas.

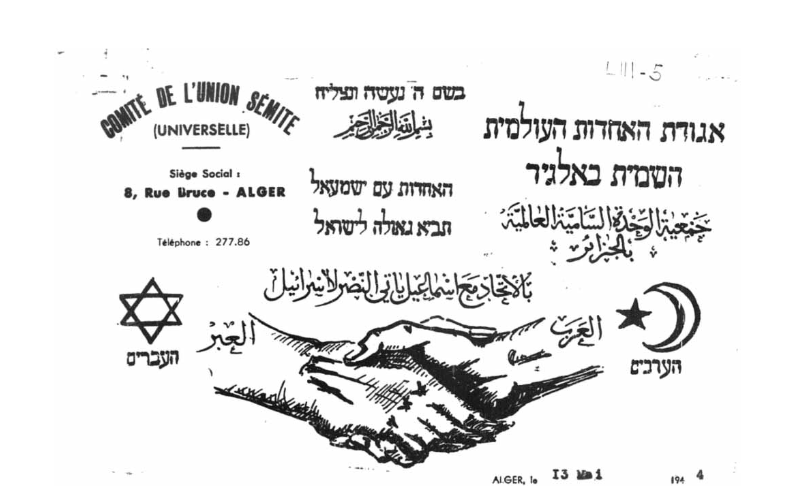
Un anuncio del Comité de L'Union Sémite muestra un apretón de manos entre judíos y árabes. Tiene escrito en hebreo y en árabe: "La unidad con Ismael traerá redención a Israel".

El Dr. Boumendjel, un político argelino, en una carta a los líderes judíos locales, escribió:

Puedo asegurarles que, en general, los musulmanes han comprendido que no sería apropiado que se alegraran de las medidas especiales de las que son víctimas los judíos de Argelia. No pueden razonablemente apoyar a quienes intentan practicar una política racial cuando ellos mismos son atacados a diario en nombre del racismo. Nuestros adversarios no sospechaban que al hacer inferiores a los judíos, sólo podían acercarlos a los musulmanes. La mayoría de ellos creía que los musulmanes estarían encantados con la derogación del decreto Crémieux, mientras que tal vez simplemente se daban cuenta de que una ciudadanía que puede retirarse después de setenta años de ser ejercida era cuestionable, por culpa de los mismos que la habían concedido. [...] Se niegan a ser "niños demasiado grandes", incautos o moneda de cambio.

Tayeb el-Okbi era miembro del partido argelino Islah (Reforma) y también era amigo del destacado reformista argelino Abdelhamid Ben Badis, que era tolerante con las diferentes religiones y culturas. Cuando descubrió que los líderes del grupo profascista la Légion Français des Combattants estaban planeando cometer un pogromo contra judíos con la ayuda de tropas musulmanas, emitió una fatwa ordenando a los musulmanes que no atacaran a los judíos. Sus acciones fueron comparadas con las de los arzobispos franceses Jules-Géraud Saliège y Pierre-Marie Gerlier, cuyos esfuerzos salvaron a decenas de judíos en Europa, aunque asumió más riesgos personales como musulmán en la colonia francesa.
En 1941, la Francia de Vichy ordenó la confiscación de las propiedades de los judíos. Sin embargo, en señal de solidaridad, ni un solo argelino musulmán se aprovechó de la ley para comprar propiedades judías confiscadas; Un viernes de 1941, líderes religiosos de todo Argel pronunciaron sermones en los que advirtieron a los musulmanes contra la participación en planes para despojar a los judíos de sus propiedades.

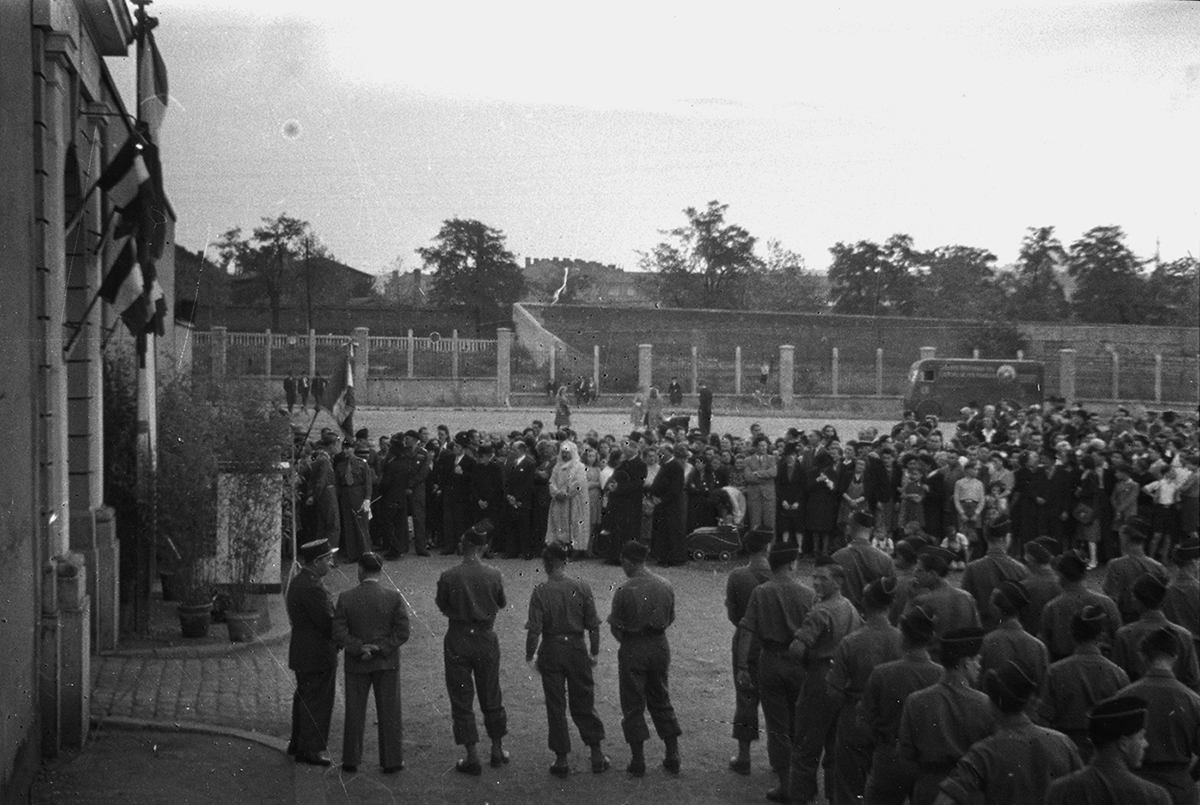
El imán argelino Bel Hadj El Maafi (vestido de blanco) en 1947, en frente de la prisión de Montluc durante una conmemoración de la Resistencia francesa.

José Aboulker, judío argelino francés y líder de la resistencia antinazi en la Argelia francesa, elogió la moderación de los árabes:

Los árabes no participan [en la lucha contra Vichy]. No es su guerra. Pero en cuanto a los judíos, son perfectos. Los funcionarios [de Vichy] [y] los agentes alemanes intentan empujarlos a manifestaciones y pogromos. En vano. Cuando los bienes judíos se subastaban públicamente, en las mezquitas circulaba una instrucción: "Nuestros hermanos están sufriendo desgracias. No os llevéis sus bienes". Ningún árabe se convirtió tampoco en administrador [de propiedad]. ¿Conoce otros ejemplos de una dignidad colectiva tan admirable?

Si bien la élite política musulmana argelina expresó en ocasiones su descontento por el creciente antisemitismo de los funcionarios franceses, en última instancia los políticos argelinos trataron de evitar un conflicto directo con el régimen de Vichy por la "cuestión judía". Un informe francés fechado el 14 de septiembre de 1940 cita a un líder musulmán local:

No queremos ser instrumentos de los agravios de los demás, porque sólo tendríamos que soportar las consecuencias; Satanás sigue excitando a los franceses contra los judíos, seremos sólo espectadores

Ese mismo año, el régimen de Vichy impuso una cuota del dos por ciento para los judíos en la profesión médica. En respuesta, Marcel Lūfranī, un médico judío argelino, y dos de sus colegas musulmanes, Saʿadān y Būmalī, crearon una petición exigiendo la reintegración de los médicos judíos argelinos. Posteriormente fue firmada por Mohammed Saleh Bendjelloul y los doctores Ghudbān, Bensmāyya y Ferhat Abbas. Según los historiadores de la Francia de Vichy y el Holocausto, Marrus R. Michael y Robert O. Paxton:

No hay nada de cierto en la acusación de que la campaña antijudía de Argelia fue una concesión a las presiones musulmanas. La élite musulmana educada en Occidente, que se inclina hacia la Resistencia, parece incluso haber apoyado a los judíos. [...] El 29 de noviembre de 1942, un grupo de líderes musulmanes, entre ellos Boumendjel y Sheik El-Okbi, un líder espiritual de los musulmanes argelinos, envió una carta al Dr. Mohammed Loufrani, un defensor del entendimiento entre judíos y musulmanes, negando que los judíos y los musulmanes fueran antagónicos en Argelia. Lejos de alegrarse por la derogación del decreto Crémieux, escribieron, los musulmanes argelinos "vieron el dudoso valor de una ciudadanía que la autoridad que la concede puede quitarles después de setenta años de disfrute". En la sesión de abril de 1943 del Consejo General de Orán, el órgano de gobierno regional, todos los miembros musulmanes firmaron una declaración afirmando su "sincero y amistoso entendimiento con los franceses de la religión israelita" y su apoyo a la restauración del decreto Crémieux. Los colonos europeos en Argelia, por el contrario, intentaron mantener la legislación antijudía incluso después de la llegada de los ejércitos aliados en noviembre de 1942.

Según Robert Satloff, en la Segunda Guerra Mundial, sólo un árabe en el norte de África, Hassan Ferjani, fue condenado por realizar acciones que llevaron a la muerte de judíos por un tribunal militar aliado, mientras que muchos otros árabes actuaron para salvar judíos. Los líderes religiosos argelinos Si Kaddour Benghabrit y Abdelkader Mesli escondieron y salvaron judíos en los sótanos de la Gran Mezquita de París. En París, una nota manuscrita en idioma cabilio decía:

Ayer por la tarde fueron arrestados los judíos de París: ancianos, mujeres y niños. En el exilio como nosotros, trabajadores como nosotros, estos son nuestros hermanos. Sus hijos son como nuestros hijos. Si te encuentras con uno de sus hijos, debes darle asilo y protección hasta el momento en que pase la desgracia –o el dolor–. Oh, hombre de mi país, tu corazón es generoso.

En la ciudad francesa de Lyon, el imán de la ciudad de origen argelino, Bel Hadj El Maafi, se unió a la Resistencia francesa y protegió a los judíos de Saint-Fons y Vénissieux, ayudado por Djaafar Khemdoudi.
Entre 200.000 y 250.000 musulmanes norteafricanos sirvieron en los ejércitos franceses del lado Aliado. En la metrópolis hubo un grupo llamado "Futuro del Norte de África" que pedía a los musulmanes que se uniesen a los Aliados:

Hombres que usted siempre ha sabido que estaban dedicados a la causa del norte de África están ahora [de nuestro lado]. Os llaman a la guerra santa contra el enemigo del Islam, contra el enemigo de la humanidad, Hitler y el régimen nazi.

El historiador Haim Saadon opina que, salvo algunas excepciones, no hubo violencia contra los judíos por parte de los musulmanes y, aunque no había un sentido particular de camaradería entre judíos y musulmanes, se trataron bastante bien entre sí.

#### Mohammed Arezki Berkani
Mohammed Arezki Berkani era un nacionalista argelino que era miembro activo de Étoile Nord-Africaine (Estrella del Norte de África) y del Partido del Pueblo Argelino. A causa de sus actividades, fue encarcelado por las autoridades francesas de Vichy en 1941, junto con el comunista argelino Larbi Bouhali, en el campo de concentración de Djenien-Bou-Rezg. Las memorias de Berkani son únicas porque brindan una visión de la vida como musulmán en un campo de concentración francés junto a judíos. Explica cómo el comandante del campo, el teniente Deriko, intentó provocar enfrentamientos entre árabes y judíos en el lugar:

Esto no fue todo. Siempre estaba buscando nuevas formas de crear problemas entre los internos. Derribó un muro que separaba la primera sección de la segunda y añadió cuatro o cinco habitaciones a la primera sección. Estas habitaciones pertenecieron antiguamente a la segunda sección. Allí reunió a los judíos del campo, que hasta entonces habían estado mezclados con los europeos, y los separó de los franceses, o mejor dicho, de los europeos. Este desgraciado Deriko fue responsable de aún más provocaciones. Los europeos a un lado, los árabes a un lado, lo mismo para los judíos. Estos últimos vuelven a compartir el primer apartado. El mismo patio sirve tanto a musulmanes como a judíos. No había duda: Deriko hizo esto con la intención de ver a los judíos masacrados por los musulmanes, ya que no había muchos judíos. Pero los judíos entendieron su plan. Lo mismo hicieron los árabes. El comandante Deriko quería que árabes y judíos se apuñalaran unos a otros, pero ocurrió lo contrario. Se extendió un entendimiento amistoso entre las dos comunidades. Nunca hubieras creído que los árabes y los judíos de la primera sección del campo se convertirían en verdaderos amigos, incluso hermanos. De hecho, lo quisieran o no, eran hermanos en el hambre, el sufrimiento, la miseria, la tristeza, etc. en el campamento de Deriko. [...] Como la trampa tendida a judíos y árabes no resultó en nada, un buen día el comandante Luis dividió el patio entre judíos y árabes con un trozo de tiza –una demarcación de la frontera– e informó a todos que cada persona tenía que permanecer dentro de sus límites. Me gustaría concluir simplemente rindiendo homenaje no sólo a los militantes musulmanes, y en particular a los organizadores, sino también a los judíos que supieron frustrar todos los mezquinos intentos de Deriko y su adjunto de provocar incidentes entre árabes y judíos.
Mohammed Arezki Berkani

### Egipto

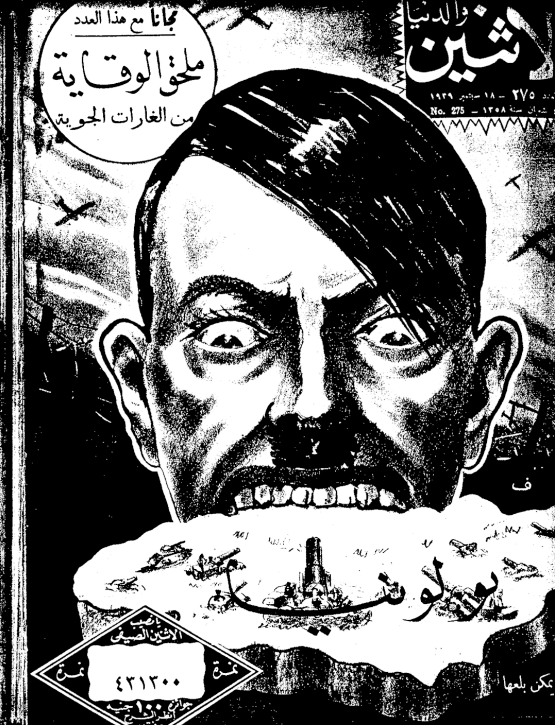
La publicación egipcia Al-Ithnayn wa al-Dunya creía erróneamente que Hitler no sería capaz de conquistar Polonia y que se detendría ahí. El dibujo, del 18 de septiembre de 1939, va acompañado de la frase "Él no puede tragarla".

El fascismo fue criticado por muchos en la sociedad egipcia. El periódico egipcio al-Ahram denunció la invasión italiana de Etiopía, criticando no sólo la brutal conquista italiana, sino al mundo por permitir que un miembro de la Sociedad de las Naciones fuera invadido. El periódico también criticó la expansión agresiva de Alemania antes de la Segunda Guerra Mundial. El semanario Ar-risala tenía artículos contra Hitler, como el editorial de 1939 que decía "El nazismo, por su propia naturaleza, es contradictorio con la libertad de expresión y la libertad de opinión; se basa en el imperio de la fuerza" y "La competencia entre el fascismo y el hitlerismo es para esclavizar a la gente", así como otros artículos que criticaban el trato dado a las mujeres por los regímenes fascistas.
Ahmad Hasan al-Zayyat, mientras trabajaba como editor en Ar-risala, escribió artículos mordaces sobre Hitler y el fascismo. 'Abd al-Mun'am Khallaf criticó la noción de la "muerte por el bien de la nación" y argumentó que el islam no valoraba la etnia ni la raza sino más bien la misericordia y la compasión. El periódico Al Muqattam publicó artículos que criticaban la ideología racial nazi y su antisemitismo. La revista egipcia de literatura y cultura al-Hilal comparó la Alemania nazi con Esparta, pero no como cumplido, sino para criticar la "desintegración del individuo", argumentando que los valores atenienses de ilustración y democracia fueron los que sobrevivieron a la fallida ciudad-Estado espartana.
Taha Hussein, el famoso académico egipcio y veintiún veces nominado al Premio Nobel de Literatura, criticó la falta de libertad de pensamiento en la Alemania nazi y escribió: "Viven como una sociedad de insectos. Deben comportarse como hormigas en un hormiguero o como abejas en una colmena". Hussein no estaba de acuerdo con la neutralidad e instó a los egipcios a luchar contra los alemanes en la guerra. En 1940 escribió una reseña del libro Hitler me ha dicho de Hermann Rauschning donde declaraba:

Hitler es un hombre intelectualmente limitado al que no le gusta profundizar en los problemas ni reflexionar en profundidad. Odia los libros y la cultura, es soberbiamente ignorante de lo que la ciencia y la experiencia pueden ofrecerle y sólo recurre a fantasías descabelladas que no tienen un objetivo preciso. Sólo siente desprecio por los filósofos, los políticos y los pensadores. Cree que ha nacido para guiar a Alemania, y con ella al mundo, hacia una nueva fase de su destino [...]

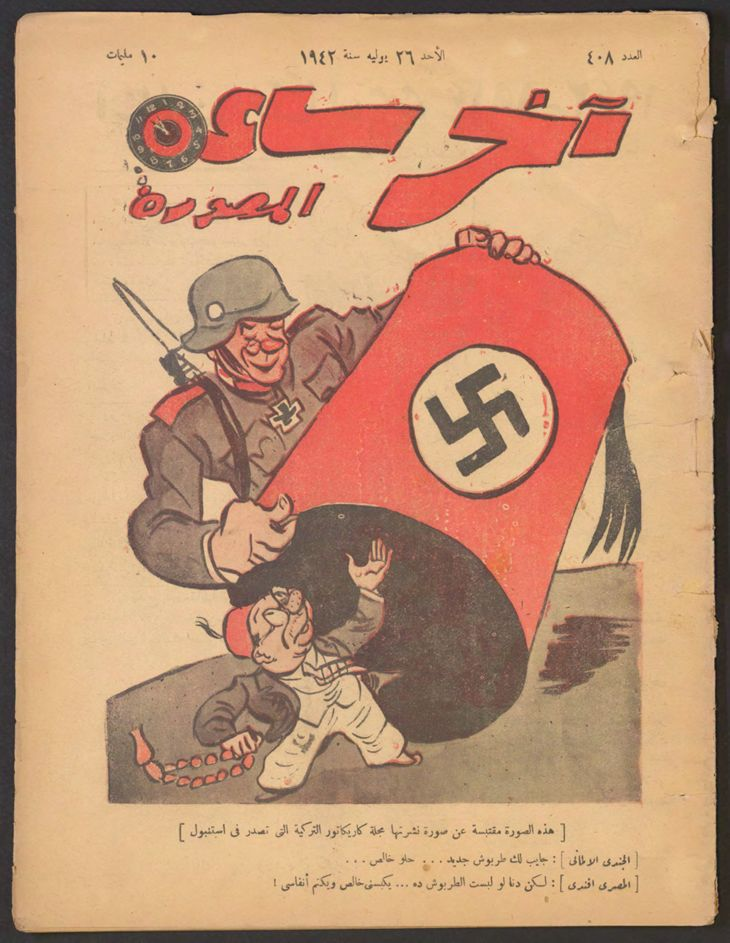
Nazi: "¡Te traje un nuevo fez!" Masri Effendi: "¡Pero este fez me aplastará y me dejará sin aliento!". Caricatura egipcia de Ākhir sāʼah, 26 de julio de 1942.

Doy gracias a Dios por no haber esperado hasta la declaración de guerra para odiar a Hitler y su régimen. De hecho, los he odiado a ambos desde que aparecieron; los he resistido con todas mis fuerzas. Siempre he imaginado a Hitler como un hombre cuya conciencia gotea sangre, que no considera nada respetable o sagrado, un enemigo del espíritu, de la humanidad, de todos los ideales de la civilización. Y ahora sus actos y sus palabras confirman ante los ojos de todos lo que yo había comprendido desde el inicio de su fatídico ascenso. Por lo tanto, es un deber más que un derecho para cualquiera que crea en los valores espirituales, morales y religiosos, y en la libertad, presentarse como adversario de ese hombre y de ese régimen, y movilizar todos los recursos contra ambos para que la humanidad pueda recuperar algún día su civilización intacta y su conciencia íntegra.

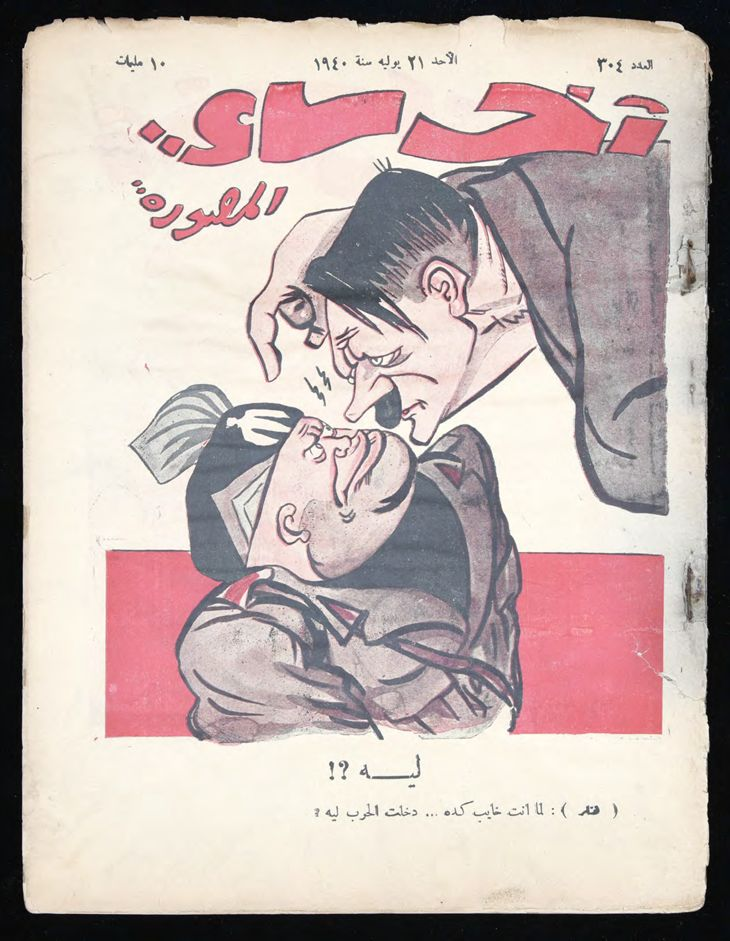
Hitler: ¿Por qué estás tan decepcionado? ¿Por qué entraste en la guerra?. Caricatura egipcia publicada en Ākhir sāʼah, 21 de julio de 1940.

El jurista egipcio Abd al-Razzaq al-Sanhuri, mientras enseñaba derecho en Bagdad, argumentó que el nazismo también era antiárabe. Al-Sanhuri denunció el fascismo en un ensayo que escribió para la revista al-Hilal, concluyendo que "el sistema democrático sigue siendo el mejor y más apropiado sistema que la raza humana haya conocido". El periodista egipcio Salama Moussa, en la revista Al Majalla Al Jadida al principio apoyó la industrialización de Alemania bajo Hitler, pero luego la criticó por ser un Estado totalitario, defendiendo en cambio los valores democráticos liberales tradicionales. Hassan al-Banna, fundador de la organización islamista Hermanos Musulmanes también criticó el fascismo en su libro Paz en el islam.
El abogado egipcio Hamid Maliji criticó las teorías raciales de Hitler después de que Mein Kampf fuera traducido al árabe. El periodista egipcio Muhammad Zaki Abd al-Qadir criticó el apaciguamiento y argumentó que Occidente debería abandonar esa política y confrontar a Alemania. Uno de los pioneros de la literatura egipcia, Tawfiq al-Hakim, ridiculizó directamente a Hitler y a Mussolini en su libro Himari Qala Li ("Mi burro me dijo"). En esta obra Al-Hakim habló del nazismo, el fascismo y el liberalismo a través de la ficción. Escribió una conversación ficticia entre Mussolini y su guardia de prisión, donde Mussolini se enteraba de que millones de italianos están celebrando su destitución. También escribe una conversación entre Scheherezade y Hitler. En la obra de Al-Hakim, Scheherezade discute con Hitler en favor de la democracia y contra el nazismo.
El periodista y poeta egipcio Abbas Mahmoud al-Aqqad fue un crítico abierto del nazismo y partidario de la democracia liberal; incluso huyó a Sudán en un intento de evitar ser capturado por el ejército alemán durante la invasión de Egipto por publicar su libro antinazi Hitler en la balanza. Sostuvo que Hitler y el nazismo eran el máximo peligro para la libertad y el liberalismo, y creía que la democracia era un mejor modelo para Egipto que la dictadura. Aqqad creía que "la satisfacción de las necesidades de estos países sólo puede garantizarse mediante gobiernos democráticos".
El autor Muhamad Abdallah Inan advirtió contra el partido nazi, específicamente contra su racismo y la represión de la prensa libre. En Ar-Risala, escribió:

El nacionalsocialismo alemán no se detiene aquí en su visión de la superioridad racial, sino que va mucho más allá. Anuncia la superioridad de la raza aria sobre todas las demás razas, no sólo sobre la raza judía y considera inferiores a todas las razas no arias; y los pueblos del sur del Mediterráneo y los pueblos semíticos y orientales pertenecen todos generalmente a los pueblos inferiores que deben ser evitados por la raza aria, que debe tener cuidado de no mezclarse con ellos [...] no hace falta decir que esta teoría no se basa en una ciencia adecuada, ni en una investigación adecuada ni en un pensamiento adecuado, es sólo una nueva forma de actitud de odio de los occidentales hacia [los demás] y una nueva forma de colonialismo occidental.

El partido político egipcio más importante en esa época era era el Wafd, que surgió de las protestas antibritánicas durante la revolución de 1919. El político del Wafd Mostafa El-Nahas, que fue primer ministro entre 1942 y 1944, rehusó aliarse con los nazis. Según sus memorias, se encontró por primera vez con Hitler en 1936 mientras estaba de vacaciones en Berlín. Durante esta reunión, Hitler le habló apasionadamente sobre Inglaterra y Francia y sobre las "injusticias" que Alemania había sufrido; cuando El-Nahas intentó marcharse Hitler mantuvo la conversación durante más de media hora. Después de esta reunión, El-Nahas dijo que había concluido que "este joven enojado y agitado inevitablemente arrastraría al mundo entero a una guerra mundial". En 1938 en Roma se acercó al ministro de Exteriores italiano Galeazzo Ciano, que intentó convencerle de unirse al Eje, prometiéndole la presidencia de una república egipcia. El-Nahhas rehusó. Posteriormente, un periodista del periódico Al-Ahram pasó un mensaje de Mussolini a El-Nahas con una amenaza de conquistar Egipto. El-Nahas le instruyó para que le dijese al Duce que sus ambiciones eran como las de Satanás de entrar en el Paraíso y que Alá protegería a Egipto de "ese hombre arrogante".
En 1939 el palestino Al Husayni escribió al egipcio El-Nahas implorándole que apoyase a la Alemania nazi. El-Nahas tuvo una conversación sobre la carta con otros nacionalistas árabes, incluyendo Abd al-Rahman Shahbandar, Muhammad Ali al-Tahir y Ahmad Hilmi. Shahbandar argumentó que la carta era una falsificación enviada por Goebbels y que si Alemania gaba la guerra la situación en Palestina no mejoraría ya que si Al Husayni se juntaba con Hitler las pérdidas serían enormes. Otro sirio, Haqi al-Baroudi, argumentó que los árabes deberían armase a sí mismos por la causa palestina y que los alemanes eran colonialistas y que querían controlar y robar a los árabes. Tras la reunión  El-Nahas escribió una respuesta a  Al Husayni informándole de que sería cauteloso y neutral y que no se creería la propaganda nazi. En 1942, El-Nahas prometió a Rabbi Nahum Effendi que si Egipto cayese en manos de Alemania no promulgaría ninguna ley antijudía.
Las caricaturas políticas que se produjeron durante esa época frecuentemente satirizaban la política en Egipto así como los asuntos exteriores. Las caricaturas realizadas por Alexandar Saroukhan y las que aparecían en Akher Saa, entre otras, eran firmemente antinazis y antifascistas. Tanto la legación italiana como la alemana en Egipto se quejaron ante el Ministerio de Exteriores egipcio de "caricaturas supuestamente absurdas del Duce y del Führer en determinadas revistas semanales egipcias". El caricaturista político Kimon Evan Marengo, que firmaba como KEM, produjo dibujos antinazis durante la Segunda Guerra Mundial para el Ministerio de Exteriores británico.

#### Colaboración
Aziz Ali al-Masri era un oficial egipcio del que los británicos sospechaban que estaba en contacto con el Eje al principio de la guerra. El 16 de mayo de 1941, durante la guerra anglo-iraquí, al-Masri intentó volar a Irak, pero el avión perdió potencia y se estrelló cerca de El Cairo. Después de ser capturado, al-Masri afirmó que en realidad volaba allí para detener la rebelión. Durante una investigación, se reveló que, en una reunión con el coronel británico C. M. J. Thornhill el día 12, propuso esta idea. Independientemente de que dijera la verdad sobre sus intenciones o no, el hecho de que Thornhill propusiera que Irak y Egipto se convirtieran en dominios británicos en la reunión, lo que habría enfurecido al público egipcio si se hubiera revelado y habría sido propaganda fácil para el Eje, convenció a las autoridades británicas, que desestimaron el caso. Al-Masri fue destituido de su cargo. Su camarilla secreta de oficiales antibritánicos, así como el primer ministro Ali Maher, fueron los precursores del golpe de Estado egipcio de 1952, con muchos de los mismos oficiales involucrados, incluido el futuro presidente de Egipto, Anwar Sadat..
Sadat intentó colaborar con el Eje durante la guerra. Sus memorias, Revuelta en el Nilo (1957) y En búsqueda de identidad (1977), describe cómo veía al ejército como la clave para desencadenar una revolución en Egipto similar a la revuelta de Urabi. Ya en 1939 hubo reuniones y conversaciones entre oficiales subalternos sobre una posible revuelta y Sadat describió cómo quería hacer de Egipto "un segundo Irak". Sadat escribe que el objetivo de al-Masri era Beirut, que estaba bajo el gobierno de Vichy en ese momento, pero como su coche se averió en el camino, perdió el avión secreto alemán que pretendía transportarlo. Luego intentó apoderarse de un avión egipcio, pero chocó contra un poste durante el despegue, lo que lo dejó en tierra.
Después del incidente del palacio de Abdeen de 1942, donde las tropas británicas ordenaron al rey egipcio Farouk nombrar a un primer ministro pro-Aliado, Sadat impulsó sus planes para realizar un golpe de Estado. Se reunió con el líder islamista de los Hermanos Musulmanes Hassan al-Banna, pero terminó decepcionado por su falta de apoyo al plan. Entonces Sadat se reunió con dos agentes alemanes en El Cairo para discutir el plan, fue pillado por los británicos y sentenciado a dos años de prisión.
Los funcionarios egipcios estuvieron en contacto con el Eje durante la guerra. En 1941, el embajador de Egipto en Suiza le dijo al embajador de Hungría que todos los nacionalistas egipcios esperaban fervientemente que el Eje ganara la guerra, ya que Egipto esperaba una independencia total cuando los británicos fueran derrotados. Aunque se le aseguró que Egipto obtendría su independencia, le molestó un artículo publicado al día siguiente  en Relazioni Internazionali que anunciaba que "el bastión egipcio estaba destinado a caer bajo dominación italiana/alemana, y el destino de Egipto quedaría dividido en Roma y Berlín para siempre". El mismo año, el embajador egipcio en Irán, Youssef Zulficar Pasha pasó un mensaje del rey Farouk al sah de Irán y al ministro alemán en Irán. El mensaje alertaba de un plan británico para ocupar los yacimientos petrolíferos iraníes, además de enviar un mensaje del "deseo del Rey de mantener relaciones abiertas y leales con Alemania". El gobierno británico tenía tanto miedo de que el rey Farouk desertara al Eje que cuando el rey voló en su avión a Alejandría, aviones británicos lo escoltaron; los pilotos tenían instrucciones de obligar a su avión a aterrizar si giraba hacia el oeste.

### Irak
El embajador alemán en Irak, Fritz Grobba, lideró una política de expansión del nazismo en Irak. Se formó una rama local del partido nazi para la diáspora alemana en Irak, mientras que el comercio entre Alemania e Irak de 1935 a 1938 se duplicó. Se abrió un jardín de infancia en Bagdad y los estudiantes iraquíes que dominaban el alemán tenían derecho a recibir educación gratuita en Alemania. En 1938, el director general de Educación iraquí y más tarde ministro de Exteriores y primer ministro, Muhammad Fadhel al-Jamali, envió una delegación al Congreso de Núremberg, cuyo líder fue presentado personalmente a Hitler. En 1937, estudiantes judíos iraquíes se quejaron ante el Ministerio de Educación de que los profesores difundían propaganda alemana en las aulas. El doctor Saib Shawkat, líder del nacionalista Al-Muthanna Club, visitó la Alemania nazi en 1937.

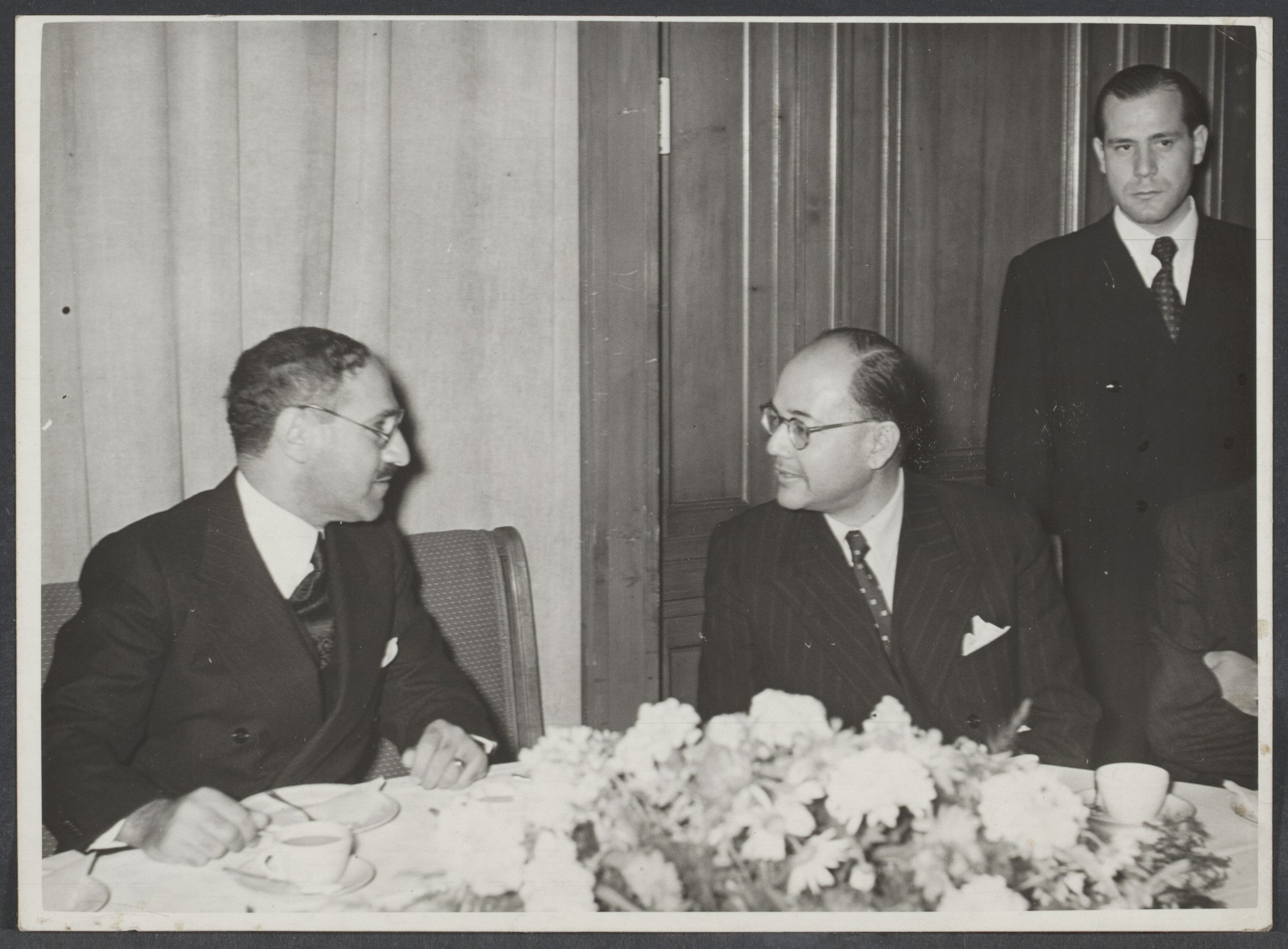
Rashid Ali al-Gaylani y el nacionalista indio Subhas Chandra Bose en una reunión en Berlín el 23 de septiembre de 1942

El historiador Edgar Flacker argumentó que el periódico al-'Alam al-'Arabi fue financiado por la legación alemana en Bagdad, aunque el historiador Peter Wien sostiene que las actitudes pro-autoritarias del periódico no fueron causadas por ninguna financiación externa, sino por una creencia genuina. Un artículo de 1934 en la publicación analizaba el desarrollo político de las naciones desde la Primera Guerra Mudial y argumentaba que Japón era el mejor país para imitar. En 1936 el general Bakr Sidqi lideró un golpe de Estado contra el gobierno iraquí que fue el primero en la historia moderna de ese país. Un artículo en al-'Alam al-'Arabi de abril de ese año defendía la idea de una dictadura en Irak. El artículo argumentaba que en una dictadura una nación era guiada por la fuerza y la virtud en lugar de por las palabras y mencionaba a Ataturk en Turquía, Hitler en Alemania y Mussolini en Italia como ejemplos de gobernantes "altruistas" tomando decisiones fuertes con base en la virtud. En 1935 se publicó una carta en al-'Alam al-'Arabi (que Wien sospechó que había sido escrita por un alemán que vivía en Irak) defendiendo las leyes raciales de Núremberg.
El 1 de abril de 1941, mientras el general Erwin Rommel se encontraba en la Campaña del Desierto Occidental, una alianza secreta de políticos nacionalistas llamada el Cuadrado Dorado derrocó a los probritánicos del Reino de Irak. Aunque la Alemania nazi no estaba aliada abiertamente con el gobierno de Irak, tal y como lo estuvo la Italia fascista durante la guerra anglo-iraquí, proporcionó apoyo aéreo. El 30 de mayo, Younis al-Sabawi, un líder del al-Muthana Club que había traducido el Mein Kampf al árabe, convocó al gran rabino de Bagdad Sassoon Kadoori. al-Sabawi ordenó a Kadoori que instruyera a la comunidad judía para encerrarse en sus casas por unos pocos días, para que se mantuvieran alejados de los teléfonos, para que cocinasen lo suficiente como para un viaje de tres días, para que preparasen una maleta y para que se preparasen para el transporte a centros de detención.. Kadoori y algunos otros líderes de la comunidad judía se reunieron en secreto como el alcalde de Bagdad, Arshad al-Umari. al-Umari pagó posteriormente a al-Sabawi unos 16.000 dinares para que huyese de la ciudad y le impidió emitir por radio el discurso antisemita que había planeado.
El 1 de junio, los líderes del golpe de Estado habían abandonado la ciudad, coincidiendo con la festividad judía del Shavuot. Del día 1 al 2 de junio de 1941, justo después del colapso del gobierno profascista de Rashid Ali en Irak, Amin al-Husayni y otros inspiraron un pogromo contra la población judía de Bagdad que fue conocido como "el Farhud". Los judíos iraquíes fueron masacrados por las calles y en sus casas y los militares británicos rechazaron entrar hasta el día siguiente. Las estimaciones de las víctimas judías varían de los menos de 110 a los más de 600 asesinados, y de los 240 a los 2.000 heridos. El historiador Edwin Black cree que el número exacto nunca se sabrá, señalando la improbabilidad de la estimación inicial en los informes oficiales de 110 muertes que incluían tanto a árabes como a judíos (incluidas 28 mujeres), en contraposición a las afirmaciones de fuentes judías de que hasta 600 judíos fueron asesinados. De manera similar, las estimaciones de hogares judíos destruidos oscilan entre 99 y más de 900. Aunque las cifras están en debate, en general se acepta que más de 580 negocios judíos fueron saqueados. El Farhud ha sido atribuido ampliamente al grupo árabe iraquí Futuwwa, creado a semejanza de las Juventudes Hitlerianas. Saib Shawkat, un doctor iraquí líder del Al-Muthanna Club, fue jefe de cirugía de la Facultad de Medicina de Bagdad y atendió a judíos iraquíes heridos en el hospital. Cuando algunas de sus enfermeras judías informaron que habían sido amenazas con violaciones por oficiales iraquíes heridos, amenazó con disparar a los oficiales.
En respuesta al golpe de Estado de Rashid Ali, Hitler promulgó la Directiva del Führer N.º 30 el 23 de mayo de 1941 para apoyar su causa. Esta orden empezaba con la frase: "El Movimiento Árabe por la Libertad en Oriente Medio es nuestro aliado natural contra Inglaterra".
El 11 de junio de 1941 Hitler promulgó la Directiva N.º 32, que decía lo siguiente:

Explotación del Movimiento de Liberación Árabe. La situación de los ingleses en el Medio Oriente se volverá más precaria, en el caso de operaciones alemanas importantes, si más fuerzas británicas se ven atrapadas en el momento adecuado por una conmoción o revuelta civil. Todas las medidas militares, políticas y propagandísticas con este fin deben coordinarse estrechamente durante el período preparatorio. Como agencia central en el extranjero nombro al Estado Mayor Especial F, que participará en todos los planes y acciones en la zona árabe, cuyo cuartel general estará en la zona del Comandante de las Fuerzas Armadas del Sudeste. Se pondrán a su disposición los expertos y agentes más competentes disponibles. El Jefe del Alto Mando de las Fuerzas Armadas especificará las funciones del Estado Mayor Especial F, de acuerdo con el ministro de Exteriores cuando se trate de cuestiones políticas.

El 4 de mayo de 1942, los miembros del Cuadrado Dorado Fahmi Said, Mahmud Salman y Yunis al-Sabawi fueron condenados a muerte y ahorcados. Kamil Shabib fue ahorcado dos años después. Salah al-Din al-Sabbagh huyó a Irán y más tarde a Turquía, donde fue capturado y ahorcado en la entrada del Ministerio de Defensa en 1945.
Rashid Ali al-Gaylani se reunió con Hitler en julio de 1942.

#### Oposición al fascismo
El periódico Saut al-Sha'b adoptó una firme postura antialemana. En febrero de 1940, afirmó que la Alemania nazi era una amenaza para los pequeños países de Europa, cuyo destino sólo podría asegurarse con la victoria aliada. Más tarde argumentó que la democracia era una sunnah, que el gobierno de un hombre y un pueblo sobre otro era inmoral e incompatible con el islam. Saut al-Sha'b produjo una serie de comentarios breves llamados Sawanih ('Pensamientos' en árabe). Un artículo comparó a Alemania e Italia con lobos que atacan a los "corderos" de Europa. En agosto de 1940, un artículo en los Sawanih bromeaba sobre la diferencia de carácter entre Alemania e Inglaterra. En él se hablaba de un alemán y un inglés conducían y se detenían en medio de un puente de un solo carril. Luego, el alemán publicaba una declaración de trescientas páginas por la que el inglés debería retirarse. El inglés respondió: "Cuando hayas terminado de leerlo, avísame para que yo también pueda leerlo". Frustrado, el alemán se marchó.
El periódico satírico Habazbuz, propiedad de Nuri Thabit, también criticó el fascismo, por ejemplo, atacando a Mussolini cuando se declaró "protector del islam". También apoyó a los etíopes durante la invasión italiana. Thabit, que también era profesor, se quejó de que los estudiantes de los clubes nacionalistas iraquíes no conocían nada de historia: un estudiante dijo que Egipto fue fundado por Adán y fue gobernado por Abraham durante mil años antes de que lo sucediera el Jedive Ismail y otro dijo que Harun al -Rashid fue uno de los cuatro califas correctamente guiados. Thabit se quejó: "¡Cada día una competición deportiva! ¡Cada día un ejercicio deportivo! ¡Cada día un desfile!" [...] "cuando le preguntas a un estudiante sobre Khalid ibn al-Walid, ¡te dice que es primo de Napoleón!".
Durante la guerra civil española unos 700 árabes fueron voluntarios en el bando republicano, incluyendo los iraquíes Nuri Roufeal Kotani y Setty Abraham Horresh, los cuales viajaron de Siria al Líbano y de ahí a Francia, para cruzar los Pirineos hacia España y luchar contra el fascismo. Kotani fue ascendido a cabo y luego a sargento por su servicio en España.
Hibatuddin Shahrestani fue un líder religioso chií y activista anticolonial en Irak. En 1910, argumentó que la respuesta al colonialismo era la unidad islámica, que iba más allá de la exclusividad étnica. En 1937, argumentó que el islam era una religión basada en la hermandad universal de todos los hombres, que celebraba la dignidad del individuo. Por tanto, el nazismo era incompatible con las creencias islámicas.

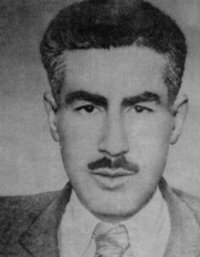
Yusuf Salman Yusuf, también conocido como "camarada Fahd", líder del Partido Comunista Iraquí en 1941.

El Partido Comunista Iraquí (PCI) inicialmente apoyó el golpe iraquí de 1941, debido a su genuina popularidad entre las masas iraquíes antibritánicas. El líder comunista Yusuf Salman Yusuf (más conocido como camarada Fahd) envió una carta al líder golpista Rashid Gaylani, implorándole que se mantuviera alejado de las potencias del Eje (que el PCI consideraba imperialistas) y del antisemitismo, sugiriendo en su lugar una alianza con la Unión Soviética. Más tarde, Fahd señaló a al-Gaylani como fascista y criminal, lamentando su apoyo anterior. El Partido Comunista Iraquí expresó entonces su apoyo a Gran Bretaña y al gobierno de Nuri al-Said en la guerra contra el nazismo.
En la carta que el Partido Comunista Iraquí envió al gobierno de Gaylani se decía, entre otras cosas, lo siguiente:

En primer lugar, el Partido Comunista lamenta, más aún aborrece, los actos de provocación tramados contra nuestros hermanos judíos por los partidarios del imperialismo británico, por un lado, y los propagandistas del imperialismo alemán, por el otro. La violación de las libertades, la intrusión en los hogares, el saqueo de las posesiones, las palizas e incluso el asesinato de personas son, Excelencia, actos que no sólo contravienen la ley y la justicia, sino que van en contra de la disposición natural de esta nación hacia la generosidad, la valentía y la altivez [...] Semejantes actos criminales dañan la reputación del movimiento nacional y conducen a una fisura en las filas del frente nacional único y, por tanto, al fracaso. ¿Quién podría beneficiarse de esto sino los imperialistas? Al tiempo que expresamos nuestra desaprobación, no negamos en lo más mínimo la existencia de traidores que pertenecen a la secta judía y que han hecho causa común con la malvada banda de 'Abd-ul-Ilāh y Nuri as-Sa'īd y sus secuaces. pero creemos que se les debe imponer el castigo de acuerdo con las disposiciones de la ley.
Yusuf Salman Yusuf. En The Old Social Classes and the Revolutionary Movements of Iraq (1978), Hanna Batatu, pág. 454

Durante el Farhud, una masacre de judíos en Bagdad, el muftí de Mosul, Sheikh Ibrahim al-Rumi, prometió a Rabbi Yaakov Mutzafi que el comandante de la policía había garantizado su seguridad. El 1 de junio, los oficiales estaban vigilando las calles en la ciudad; permanecieron en estos puestos durante todo el día siguiente. En Sulaymaniyah el imán de la ciudad, al enterarse de que unos jóvenes planeaban atacar a la población judía, los calificó como criminales que rechazaban el islam, destacando que los judíos estaban bajo su protección. En Hillah, el gobernador del distrito de Hashimiyya distribuyó armas al movimiento juvenil Futuwwa y les ordenó atacar a los judíos locales. En respuesta, el mujtahid local, Mirza al-Qazwini, amenazó con atacar Al Hashimiyah con los hombres de su tribu. Aunque se evitó la violencia a gran escala, tres judíos fueron atacados mientras subían a un tren; uno de ellos murió más tarde en el hospital. Al-Qazwini luego confrontó al gobernador, argumentando que el asesinato fue un sacrilegio.
Si bien la mayor parte de la violencia se produjo en Bagdad, la ciudad de Basora también vio saqueos de hogares judíos. La historiadora Orit Bashkin sostiene que Basora no vivió un acontecimiento de la misma escala que Bagdad, porque las fuerzas nacionalistas no eran tan poderosas como las tradiciones islámicas locales. El alcalde, Sheikh Ahmad Bash-A'yan, formó una milicia local para restablecer el orden en la ciudad. Más tarde, mientras estaba en Palestina por razones médicas, el presidente de la comunidad judía de Basora envió una carta a la Agencia Judía pidiendo que el jeque fuera reconocido por sus esfuerzos para salvar a los judíos iraquíes. Otros habitantes de Basran participaron en la defensa; Sayyid Muhammad Salih al-Radini, con un grupo de hombres armados, amenazó a dos individuos que intentaron irrumpir en la casa de la familia judía Sofer. Posteriormente, los dos individuos fueron agredidos como medida de "precaución".

### Líbano
Raif Khoury fue un activista político libanés de principios del siglo XX que escribió en Al Tariq, una revista política libanesa que sirvió como medio de comunicación de la Liga Contra el Nazismo y el Fascismo. La Liga organizó conferencias antifascistas en el Líbano y Khoury solía pronunciar discursos en estos eventos. Khoury alertó al público libanés a través de panfletos y artículos, como en un artículo en el que decía:

El lector debe saber que los derechos humanos, incluso en su versión democrático burguesa, están amenazados de extinción. ¡¿Cuán grande debe ser entonces la amenaza [que plantea el fascismo] a la versión socialista de los derechos humanos [en la URSS]? El lector debe darse cuenta de que estamos en un punto de inflexión de la historia. Esto nos obliga a luchar contra dos yihads por los derechos humanos: una yihad para preservar los derechos garantizados por la democracia burguesa; y otra yihad por una extensión de estos derechos a su versión socialista. Cada una de estas yihads es complementaria de la otra.

Khoury utilizó a menudo imágenes seculares socialistas y religiosas islámicas en sus escritos, comentando tanto la Revolución Francesa como los movimientos contemporáneos en sus escritos. No estaba solo: periódicos como al-Hadith, al-Dabbur, Lisan al-Hal y Al-'Irfan apoyaron firmemente a los aliados. Salim Khayyata, miembro del Partido Comunista Sirio-Libanés, escribió informes mordaces sobre el ascenso del fascismo en Europa y específicamente sobre la invasión italiana de Etiopía.

#### Shakib Arslan
Shakib Arslan fue un escritor, poeta, historiador, político y emir en el Líbano. Su crítica del colonialismo y su defensa del islam le convirtió en uno de los intelectuales árabes más influyentes de principios del siglo XX. Sus relaciones con Alemania fueron anteriores a la toma del poder por los nazis ya que había apoyado al káiser Guillermo II durante un discurso que pronunció en Damasco en el que llamó a Alemania "la protectora de 300 millones de musulmanes" en 1898.
Durante el período de entreguerras intentó convencer a los líderes alemanes de revivir el espíritu de cooperación germano-otomano durante la Primera Guerra Mundial a través de su colega Max von Oppenheim. Creía que, dado que Alemania y el mundo árabe compartían los mismos enemigos, Gran Bretaña y Francia, una alianza entre los dos era la mejor esperanza para la independencia. En una visita a Berlín en 1934, el diplomático Curt Prüfer denegó su solicitud de ayuda nazi para el mundo árabe. Él incluso visitó Berlín tres semanas después de la invasión de Polonia. Arslan le escribió a Amin al-Husayni "sigo al Eje con la esperanza de que mediante su victoria, el islam será liberado de su esclavitud". También fue apologista de Mussolini y de su invasión de Etiopía, reuniéndose con él muchas veces, lo que provocó que fuese criticado por otros árabes. Arslan estuvo cerca de traducir al árabe el  Mein Kampf y escribió artículos de propaganda nazi para árabes.

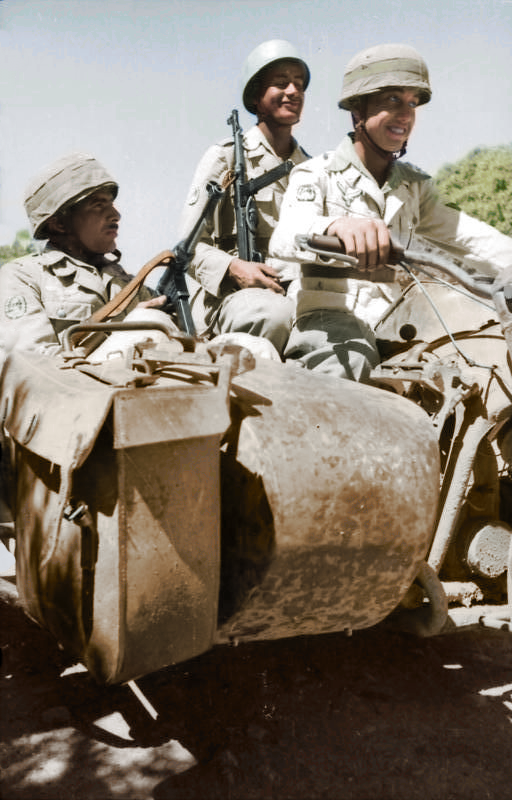
Soldados de la Legión Árabe Libre montando una motocicleta BMW R75 en los Balcanes en 1943.

Sin embargo, él personalmente no estaba de acuerdo con el nazismo. En 1939 le escribió a Daniel Guérin que, si bien Alemania era enemiga de sus enemigos, él no era un ignorante; si el control alemán sobre el mundo árabe se volviera insoportable "sólo habrían cambiado de amo". En una carta a Muhammad Ali el-Taher escribió que Alemania "tiene principios que no comparto", y en una carta a Nuri al-Sa'id afirmó que Alemania era como cualquier otro país europeo, escribiendo "No me importa por Hitler, ni lo defiendo ni creo en su ideología". En su diario, escribió que si Italia se apoderara de Palestina, no liberaría a los palestinos, sino que la convertiría en una colonia italiana. También criticó en su diario la invasión alemana de Checoslovaquia:

Los oprimidos se convirtieron en opresores. Hitler arrasó con la independencia de Checoslovaquia. Chequia [es decir, los Sudetes], se convirtió en una especie de distrito alemán bajo la protección de Alemania (un protectorado), y de hecho no hay diferencia entre este y los demás distritos de Alemania, aparte del hecho de que su idioma no es Alemán, al menos por el momento. Eslovaquia también se convirtió en un estado independiente bajo protección alemana. Mientras tanto, Hungría se apoderó de la región rutena de Ucrania. Debo admitir que sentía una simpatía especial por Alemania, porque los consideraba un pueblo distinguido y en el pasado pensaba que su humillación (después de la Primera Guerra Mundial) era una especie de crimen y traición. Pero ahora, después de haberse vuelto fuertes y poderosos, han comenzado a atacar a naciones pacíficas. Incluso si Hitler tuviera éxito en su camino y su política, toda persona con conciencia debería sentirse incómoda e incluso desaprobar los actos de Hitler, y el asunto causará incluso serios daños a Alemania, porque toda Europa se pondrá tensa y se mantendrá en guardia y al final irá contra el pueblo alemán, que en realidad no busca tal confrontación. También temo que el rumbo de Hitler obligue a los gobiernos democráticos a tratar de apaciguar a los estados del Este y, por supuesto, estos acontecimientos tendrán repercusiones en los estados árabes, y especialmente en Siria.

Las objeciones de Arslan a Alemania e Italia sólo se hicieron en privado; en público promovió y respaldó estos regímenes para promover sus intereses políticos. Su visión de la situación fue descrita en un artículo que escribió para el periódico La Nation Arabe: "el enemigo de mi enemigo es mi amigo, esta es la dura verdad".

### Marruecos

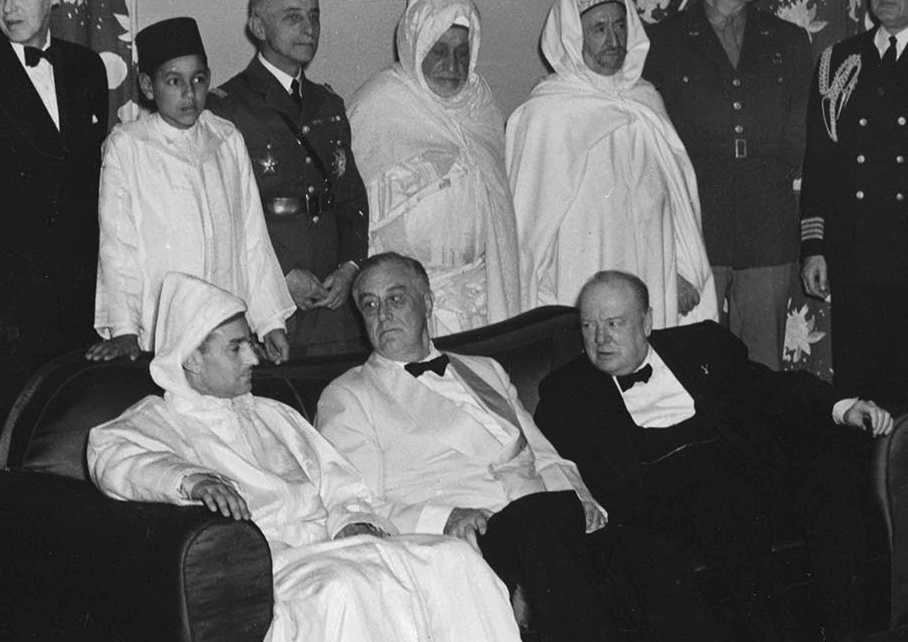
El sultán de Marruecos Mohamed V con Franklin D. Roosevelt y Winston Churchill en la Conferencia de Casablanca de 1943.

El sultán Mohamed V se negó a aprobar "el plan de Vichy para convertir en guetos y deportar al cuarto de millón de judíos de Marruecos a las fábricas de exterminio de Europa" y, en un acto de desafío, insistió en invitar a todos los rabinos de Marruecos a las celebraciones del Día del Trono de 1941. Durante las celebraciones, lo suficientemente alto para que los asistentes franceses lo escucharan, dijo: "Debo informarles que, como en el pasado, los israelitas permanecerán bajo mi protección... Me niego a hacer ninguna distinción entre mis súbditos". Sin embargo, el gobierno francés impuso algunas leyes antisemitas en contra de la voluntad del sultán.
Durante la Batalla de Francia de 1940, más de 2.100 soldados marroquíes murieron y 18.000 fueron hechos prisioneros. El Ejército de África francés luchó en 1943 en la Campaña de Túnez.
En agosto de 1933 Muhammed al-Kholti, un nacionalista marroquí, escribió "Los judíos y nosotros" para la revista L'Action du Peuple, pidiendo un entendimiento entre judíos y musulmanes. En la revista L'Avenir Illustré escribió:

No os equivoquéis, hermanos judíos, Marruecos es para los marroquíes, es decir, para nosotros los musulmanes y para vosotros, los judíos. Es nuestro deber colaborar juntos para defender nuestra patria. Decid de una vez por todas que tenéis una patria [no la Tierra Prometida, sino la tierra donde estáis ahora].

#### Taqi-ud-Din al-Hilali
Muhammad Taqi-ud-Din al-Hilali fue un académico marroquí salafista del siglo XX, famoso sobre todo por sus traducciones al inglés del Corán, conocidas como El Noble Corán y Sahih al-Bujari. al-Hilali se trasladó de Irak a la Alemania nazi en 1936 para estudiar filología árabe, primero en la Universidad de Bonn (bajo la recomendación de Arslan) y luego en la Universidad de Berlín. En Bonn fue alumno del orientalista Paul Kahle, que posteriormente dejó Alemania con su mujer debido a su abierta oposición al nazismo. Durante su estancia en Alemania, se interesó por las radios, creyendo que el mundo musulmán necesitaba invertir en más en estaciones de radio para transmitir enseñanzas religiosas. En 1939 se convirtió en orador para la sección de propaganda árabe de Radio Berlín, liderada por entonces por Younis Bahri. Mientras que Bahri se basó en el nacionalismo (saludando cada transmisión con "Aquí está Berlín, saludos a los árabes") para su propaganda, al-Hilali se basó en el orgullo islámico, destacando la supresión del islam tradicional por parte del colonialismo francés en Marruecos.

### Túnez
Túnez era una colonia de facto, gobernada por Ahmed Pasha Bey y Moncef Bey. Los nazis establecieron campos de trabajo en Túnez, matando a más de 2.500 judíos tunecinos, incluido el famoso boxeador judío tunecino Messaoud Hai Victor Pérez, que fue enviado a Auschwitz y disparado durante una marcha de la muerte por un oficial alemán. Aunque Ahmed Pasha firmó una legislación antijudía, obligado por el residente general francés de Túnez, Jean-Pierre Esteva, detuvo deliberadamente la implementación de estas políticas. Moncef Bey, ocho días después de ascender al trono, otorgó la más alta distinción real a una veintena de destacados judíos tunecinos. Moncef dijo más tarde que los judíos tunecinos eran "sus hijos", al igual que los musulmanes tunecinos. Su primer ministro, Mohamed Chenik, advertía periódicamente a los líderes judíos sobre los planes alemanes, ayudó a los judíos a evitar el arresto, intervino para evitar las deportaciones e incluso ocultó a judíos. Khaled Abdul-Wahab salvó a varios judíos durante el Holocausto y fue el primer árabe nominado para ser Justo entre las Naciones. So did Si Ali Sakkat, a local land owner, took in sixty Jews who escaped from a nearby labor camp. Según Mathilda Guez, una judía tunecina que fue posteriormente política israelí, Moncef Bey reunió a todos los altos funcionarios del reino en el palacio y les dio esta advertencia:

Los judíos están pasando por momentos difíciles, pero están bajo nuestro patrocinio y somos responsables de sus vidas. Si descubro que un informante árabe hizo caer incluso un cabello de un judío, este árabe pagará con su vida.

Moncef Bey fue destituido por los franceses con la excusa de que había sido colaborador de los nazis. El general Alphonse Juin dudó de esta acusación y trató de evitar su destitución. Se considera que, en realidad, fue destituido por formar el primer gobierno que solo tenía tunecinos, lo que causó la protesta de los colonos franceses.

#### Habib Bourguiba
Habib Bourguiba fue un nacionalista tunecino y presidente de Túnez de 1957 a 1987. Cuando comenzó la Segunda Guerra Mundial, residía en una prisión francesa en Marsella junto a sus compatriotas nacionalistas, como Mongi Slim. El 26 de noviembre, el gobierno italiano pidió a Alemania que liberara a los líderes tunecinos encarcelados. Después de que los prisioneros fueran liberados, se reunieron con representantes italianos, deseosos de explotarlos para el control italiano de Túnez. Bourguiba y sus colegas fueron trasladados a lujosas propiedades para las reuniones. Sin embargo, las demandas de Bourguiba de un gobierno dirigido por Moncef Bey y un gobierno nacionalista fueron rechazadas. Luego se negó a trabajar para el Eje a menos que se cumplieran sus condiciones políticas y pidió que lo devolvieran a Túnez. Bourguiba no quedó impresionado por el Eje y escribió una carta secreta por esa época que decía:

Nuestro apoyo a los Aliados debe ser sin condiciones. Porque para nosotros es esencial que al final de la guerra -lo que ahora debería ocurrir dentro de poco- nos encontremos en el campo de los vencedores, habiendo contribuido, aunque sea poco, a la victoria común.

En una entrevista después de la guerra, uno de los compañeros de prisión de Bourguiba, el Dr. Slimane Ben Slimane, afirmó:

La verdad es que todos éramos tan pronazis que esperábamos la victoria del Eje. Nos equivocamos pero así fue. Hay que decir que el primero en dudar de un resultado tan victorioso fue Bourguiba. Según recuerdo, una tarde de diciembre de 1940 estábamos siguiendo por radio los acontecimientos de la batalla de Inglaterra cuando Bourguiba declaró: La batalla de Inglaterra está perdida, por lo tanto los alemanes perderán la guerra, es sólo cuestión de tiempo, recuerda a Napoleón. Protestamos sin persuadirlo.

El 26 de febrero de 1943, un avión italiano devolvió a los hombres a Túnez en un complot para disminuir las hostilidades de la población local, debido a las duras condiciones de los trabajadores árabes. El gobierno alemán intentó incitar el sentimiento antijudío en el país. En octubre de 1942, Bourguiba había enviado a su esposa e hijo de regreso a Túnez con un mensaje personal al consulado estadounidense de que los tunecinos no podían esperar nada de los alemanes y les decía a sus seguidores que apoyaran a las Naciones Unidas. Inmediatamente después de llegar a Túnez, intentó frenar cualquier sentimiento pro-Eje entre los nacionalistas, entendiendo que esto ponía en peligro su posición en la posguerra. La posición de Bourguiba durante su encarcelamiento fue vaga, aunque en privado criticó al Eje, se presentó voluntariamente como un peón útil para las ambiciones nazis en la región y estuvo en contacto con Amin al-Husayni.

### Palestina
Muchos comentaristas palestinos denunciaron a Hitler y al nazismo. En 1936, el periódico árabe al-Difa publicó un artículo que contenía la siguiente declaración: "No habrá paz en Europa hasta que se supere el espíritu de la esvástica que hoy gobierna Alemania". Periódicos como Filastin cubrieron ampliamente la nueva política armamentística de Alemania. En 1934, el periódico advirtió: "Europa no verá la paz si no se mantiene alejada del espíritu de la esvástica que domina hoy en Alemania... [El nazismo] es una ideología llena de falta de respeto hacia todos los pueblos; glorifica a los alemanes; y ahí reside el peligro". En 1933, Filastin publicaría que "los judíos son oprimidos sólo porque son judíos, nada más, y no hay justificación para eso". Un artículo en Filastin titulado "La verdad sobre el movimiento de Hitler: razones para la persecución de los judíos" denunció la ideología racial nazi diciendo:

Los seguidores de Hitler quieren hacer de su raza la gobernante de todas las razas del mundo. Uno podría pensar: los nazis son cristianos, ¿y no es el cristianismo fruto de los semitas y no del pueblo ario? Por tanto, la opinión de los partidarios de Hitler es muy extraña.

El editor Yusuf Hanna predijo el "mayor enfrentamiento de la historia" y descartó la idea de una "guerra preventiva" nazi contra el comunismo: "El nazismo no lucha contra el comunismo, pero quiere esclavizar a todos los pueblos". En el verano de 1941, Filastin predijo que Alemania nunca podría ganar una guerra en múltiples frentes: "No hay duda de que pronto seremos testigos del tiempo del castigo para la Alemania nazi, por todas las bestialidades que ha cometido".
El periódico izquierdista Al-Ghad advirtió que Palestina estaba directamente amenaza por una victoria del Eje: "Si prevalece el fascismo y las tierras árabes son esclavizadas a hierro y fuego, nuestra lucha por la independencia retrocederá años." Al estallar la guerra, Al-Ghad argumentó que los árabes deberían apoyar a Gran Bretaña frente a la Alemania nazi:

El pueblo árabe [...] está al lado de quienes luchan contra el fascismo. Las diferencias entre Inglaterra y los árabes palestinos [...] no cambian esto. Se trata de luchas locales, que hay que retrasar hasta el fin de las tensiones en el mundo [...] No somos lo suficientemente estúpidos como para creer en la frase "el enemigo de enemigo es mi amigo".

Muhammad Najati Sidqi fue un intelectual izquierdista y activista palestino. En 1940 escribió Las tradiciones islámicas y los principios nazis: ¿pueden concordar?, en el cual argumentó que el nazismo era completamente contrario a las creencias islámicas. Sidqi había luchado previamente en el bando republicano en la guerra civil española. Creía que los musulmanes debían pausar la lucha contra Gran Bretaña y apoyar la guerra contra Alemania, a la que consideraba el mayor enemigo. Escribió que las creencias racistas de los alemanes estaba completamente en desacuerdo con el Islam, citando tanto a fuentes nazis como islámicas: "La bárbara teoría del racismo nazi contradice fundamentalmente las enseñanzas del islam, desde el islam se ve en todos sus seguidores una misma esencia, y se proclama que los creyentes son hermanos".
Sidqi no fue el único árabe palestino que apoyó al bando republicano español. Nagib Yussof fue miembro de la Aosciación para Ayudar a las Víctimas del Fascismo y el Antisemitismo (ANTIFA). Él criticó ampliamente a las tropas marroquíes que lucharon por Francisco Franco, a las que describió como enemigas de la nación árabe. Mustafa Sa'adi, miembro del Partido Comunista de Palestina, fue a la guerra civil española como periodista. Ali Abdel Halik, otro comunista árabe, se fue a la guerra civil española inmediatamente después de salir de prisión y luego murió a causa de sus heridas en un hospital de Albacete, habiendo sido tratado por Hana Srulovici, una enfermera voluntaria judía de Palestina.
Miles de palestinos se opusieron a Amin al-Husayni y a la Alemania nazi. Más de 12.000 palestinos árabes fueron voluntarios en el ejército británico. El Regimiento Palestino estaba compuesto por árabes y judíos, que finalmente lideraron la formación de la Brigada Judía con judíos yishuv. El Pelotón 401 combatió a los alemanes en la Batalla de Francia de 1940 y fue el último pelotón británico evacuado de Francia.
Freya Stark, un oficial británico que apoyaba a una estación de radio antifascista árabe, remarcó la independencia con la que operaba:

Este fue un logro para la guerra, destinado a contrarrestar al Eje, que en ese momento estaba dando al mundo árabe veintidós transmisiones diarias en su propio idioma. Pero lo que más me interesó fue el hecho de que el líder de escuadrón De Marsac había evitado convertirla en una estación británica o aliada; la hicieron los árabes para los árabes.

'Azmi al-Nashashibi consideró el apoyo alemán a la revuelta iraquí de 1941 una mera estratagema para luchar contra los británicos, sin ningún interés real en apoyar a los árabes. Nashashibi argumentó que había dos tipos de naciones, las que se sometían a los alemanes como "un esclavo comprado en el mercado de esclavos" y las que resistían valientemente, preguntando "¿A qué grupo quieren pertenecer los árabes?".

#### Amin al-Husayni
El efecto práctico más significativo de la política antijudía nazi entre 1933 y 1942 fue aumentar radicalmente la tasa de inmigración de judíos alemanes y otros judíos europeos a Palestina y duplicar la población de judíos palestinos. al-Husayni había enviado mensajes a Berlín a través de Heinrich Wolff, el cónsul general alemán en Jerusalén, respaldando el advenimiento del régimen nazi ya en marzo de 1933, y estaba entusiasmado con la política antijudía nazi, y particularmente con el boicot antijudío. "[El muftí y otros jeques pidieron] sólo que los judíos alemanes no fueran enviados a Palestina".
Hasta finales de 1937, la política nazi para solventar la "Cuestión Judía" puso énfasis en motivar que los judíos alemanes emigrasen. Durante este periodo, el Mandato de la Sociedad de Naciones para el establecimiento de una patria judía en la Palestina del mandato británico que supuestamente sería utilizada como lugar de refugio para los judíos "todavía era reconocido internacionalmente". La Gestapo y las SS cooperaron de manera inconsistente con una variedad de organizaciones de judíos (por ejemplo, Hanotaiah Ltd., el Anglo-Palestine Bank, el Temple Society Bank, HIAS, el Joint Distribution Committee, los Revisionist Zionists y otras) sobre todo por el Acuerdo Haavara para facilitar la emigración de judíos la Palestina del mandato británico.
La historiadora Nora Levin escribió en 1968: "Hasta mediados de 1938, Palestina había recibido un tercio de todos los judíos que habían emigrado de Alemania desde 1933: 50.000 de un total de 150.000".
Una consecuencia de la oposición de al-Husayni al mandato de Gran Bretaña en Palestina y su rechazo a los intentos británicos de llegar a un compromiso entre sionistas y árabes palestinos fue que el muftí fuese exiliado de Palestina. Muchos de sus seguidores, que habían luchado en campañas guerrilleras contra judíos y británicos en Palestina, lo siguieron y continuaron trabajando por sus objetivos políticos. Entre los soldados palestinos más notables de este tipo se encontraba Abd al-Qadir al-Husayni, un pariente y oficial de Amin al-Husayni que había sido herido dos veces en las primeras etapas de la revuelta árabe de 1936-1939 en Palestina. Amin al-Husayni envió a Abd al-Qadir al-Husayni a Alemania en 1938 para recibir entrenamiento en explosivos. Abd al-Qadir al-Husayni luego trabajó con Amin al-Husayni para apoyar al régimen iraquí del Cuadrado Dorado y, en consecuencia, los británicos lo juzgaron y lo enviaron a prisión después de que recuperaron Irak. Posteriormente se convirtió en el líder popular de aproximadamente 50.000 árabes palestinos que se unieron al Ejército de la Guerra Santa del Muftí durante la guerra árabe-israelí de 1948. Su compañero veterano iraquí y colaborador alemán Fawzi al-Qawuqji se convirtió en un general rival en esa misma lucha contra el sionismo.
En el verano de 1940 y en febrero de 1941 al-Husayni envió al gobierno alemán un esbozo de declaración de cooperación germano-árabe que contenía la siguiente cláusula:

Alemania e Italia reconocen el derecho de los países árabes a resolver la cuestión de los elementos judíos que existen en Palestina y en los demás países árabes, como lo exigen los intereses nacionales y étnicos (völkisch) de los árabes, y como la cuestión judía fue solventada en Alemania e Italia.

En junio de 1943, al-Husayni recomendó al ministro húngaro que sería mejor enviar a la población judía de Hungría a Polonia en lugar de permitirles encontrar asilo en Palestina, con las siguientes palabras:

Ruego a Su Excelencia que me permita llamar su atención sobre la necesidad de impedir que los judíos salgan de su país hacia Palestina, y si hay razones que hagan necesario su traslado, sería indispensable e infinitamente preferible enviarlos a otros países donde se encontrarían bajo control activo, por ejemplo, en Polonia

Al-Husayni escribió en sus memorias acerca de sus esfuerzos para evitar la emigración de judíos de Europa del Este a Palestina:

Nosotros combatimos esta empresa escribiendo a Ribbentrop, Himmler y Hitler y, posteriormente, a los gobiernos de Italia, Hungría, Rumanía, Bulgaria, Turquía y otros países. Logramos frustrar esta iniciativa, circunstancia que llevó a los judíos a formular terribles acusaciones contra mí, en las que me hacían responsable de la liquidación de cuatrocientos mil judíos que no pudieron emigrar a Palestina en este período. Agregaron que debería ser juzgado como criminal de guerra en Núremberg.

Según el historiador Gilbert Achcar, en 1943 Heinrich Himmler le dijo a Amin al-Husayni que habían exterminado ya a tres millones de judíos y que este se quedó asombrado. Este mismo historiador señala que al-Husayni nunca dijo que no hubiera tenido conocimiento del Holocausto.
En 1943 al-Husayni dijo:

Es deber de los mahometanos en general y de los árabes en particular expulsar a todos los judíos de los países árabes y mahometanos [...] Alemania también está luchando contra el enemigo común que oprimió a los árabes y mahometanos en sus diferentes países. Ha reconocido muy claramente a los judíos por lo que son y ha resuelto encontrar una solución definitiva [endgültige Lösung] al peligro judío que eliminará el flagelo que los judíos representan en el mundo.

En 1944 los alemanes planearon una misión secreta en Palestina. Fue apodada Misión Atlas y se preparó en coordinación con Amin al-Husayni. Una unidad incitaría el rechazo a los británicos y organizaría una nueva rebelión árabe. La misión se emprendió el 5 de octubre de 1944. Cinco agentes volaron desde Grecia y, a media noche, se lanzaron en paracaídas en Palestina. La misión fracasó. Uno de los pocos contactos en Palestina que el muftí había dado a los agentes, Nafith al-Hussaini, les dijo que se marchasen inmediatamente. En diez días, los cinco agentes habían sido arrestados por la policía palestina o por miembros de la Legión Árabe.
Al-Husayni ayudó a organizar a los estudiantes árabes y a los emigrados norteafricanos en Alemania en la Legión Árabe Libre, integrada en el ejército alemán, que persiguió a los paracaidistas aliados en los Balcanes y luchó en el frente ruso.